# 飛行服

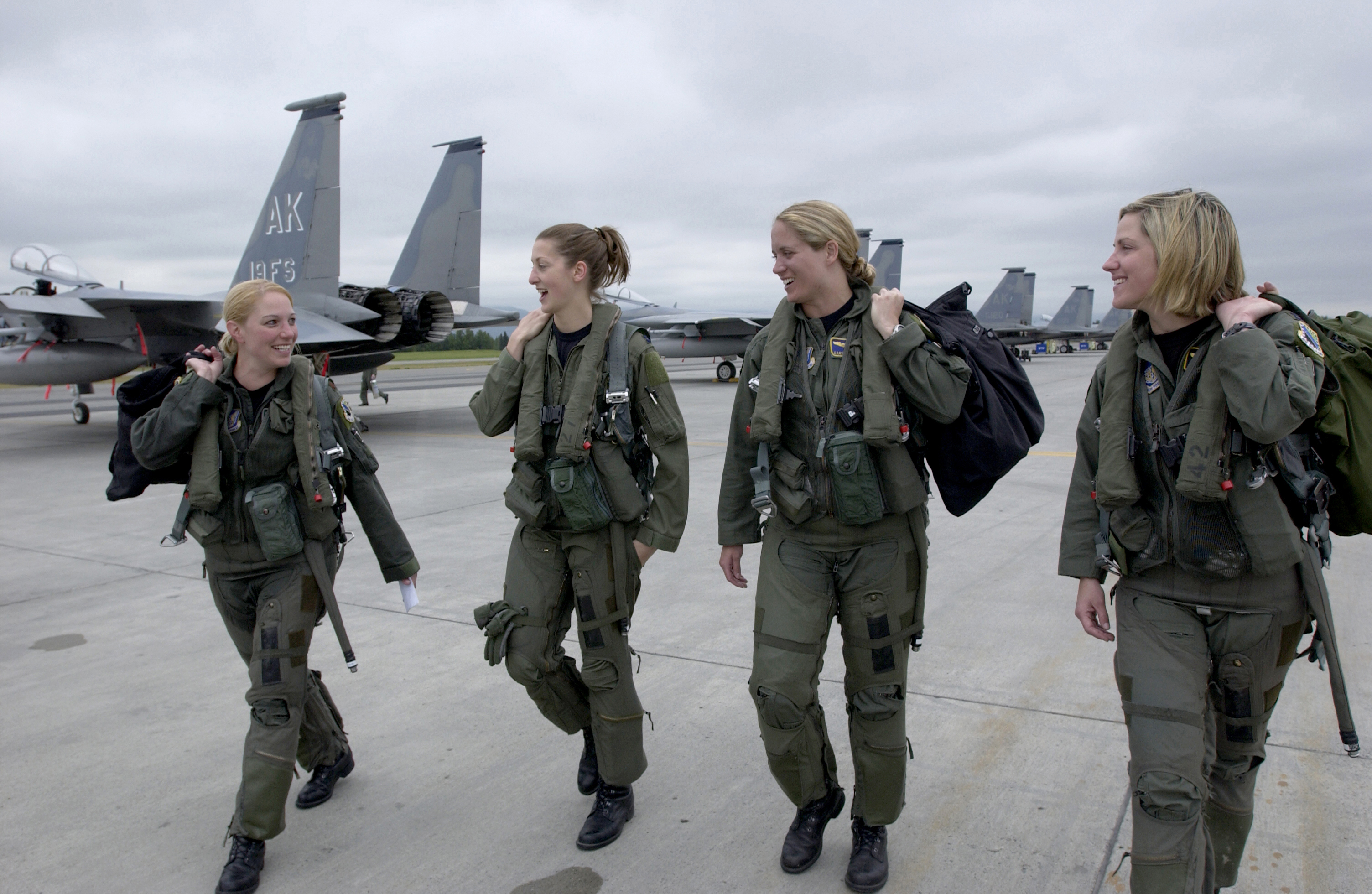
耐Gスーツを着たF-15パイロット（アメリカ空軍）

飛行服（ひこうふく、英: Flight Suit）とは、航空機の搭乗員が着用する衣服。保温性、実用性、耐久性、耐火性が重視されている。フライトスーツや航空服（こうくうふく）とも呼ばれる。
パイロットだけでなく、フライトエンジニアなど搭乗員、組織によっては地上の作業員も着用する。

## 歴史
主に軍、沿岸警備隊、警察、消防などに所属するパイロットや航空士が飛行機に搭乗する際に着用する。航空会社ではパイロット用の制服（ジャケット、ワイシャツ、スラックス）を規定し、客室乗務員にも専用の制服が規定されているため旅客機関連では着用されないが、メーカー所属のテストパイロット、曲技飛行士、消防防災ヘリコプター、ドクターヘリの搭乗員は飛行服を着用することが多い。
黎明期の飛行機は操縦席が密閉されていなかったが、星形のロータリーを始め潤滑油が飛散するエンジンが多く、パイロットはゴーグルに付いた油を拭き取るためマフラーを使っていた。エンジンの進化によって飛散は少なくなったが、防寒や止血帯として利用された。
第二次世界大戦ごろまでは制服の上から皮製のフライトジャケットを羽織るだけの組織も多かったが、次第にパラシュートの併用を前提にし紐を纏めるベルトやカラビナ用のリングを付けたつなぎ（ジャンプスーツ）を使用するようになった。近年では耐Gスーツと一体化したものもある。
色に関しては多くの軍で陸海空問わず濃い緑の単色を採用し、迷彩を施していない。救難機の搭乗員や民間人は墜落時に発見されやすいよう、オレンジや黄色など派手な色の飛行服を着用する。
曲技飛行士などはレーシングスーツのようにスポンサーのロゴを貼り付けることもある。
フライトジャケットは地上での勤務時に制服の上から羽織ることもある。

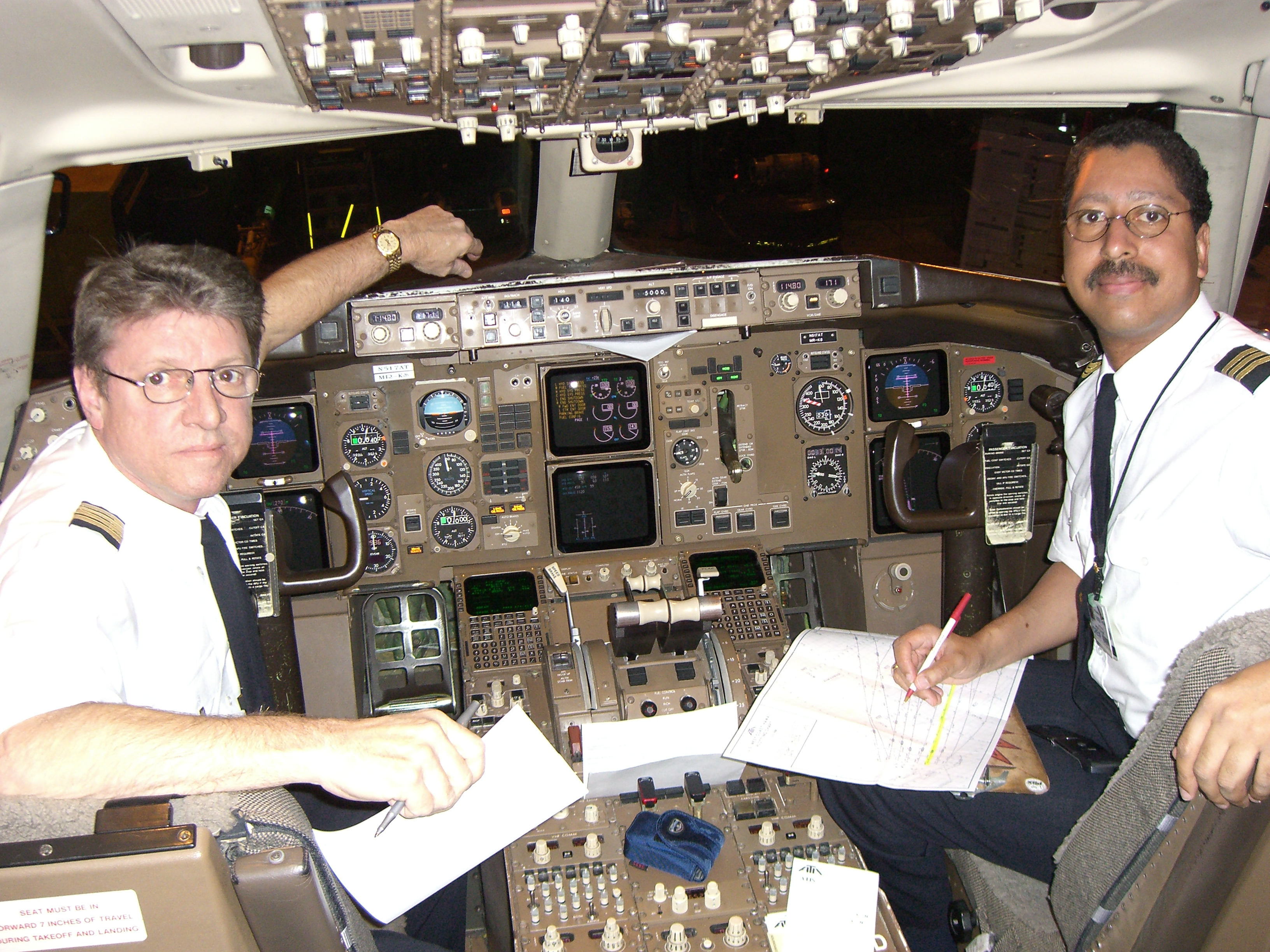
航空会社の制服を着たボーイング757のパイロット（ATA航空、2008年）
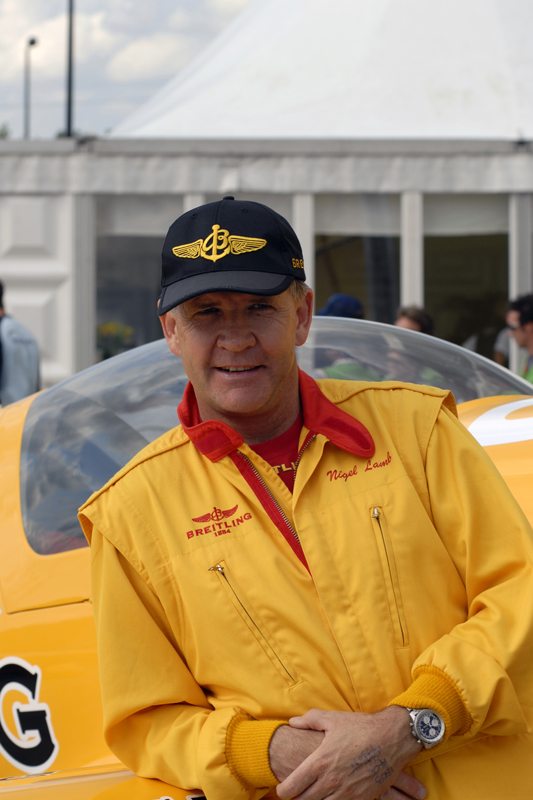
フライトスーツを着た曲技飛行士（ナイジェル・ラム）
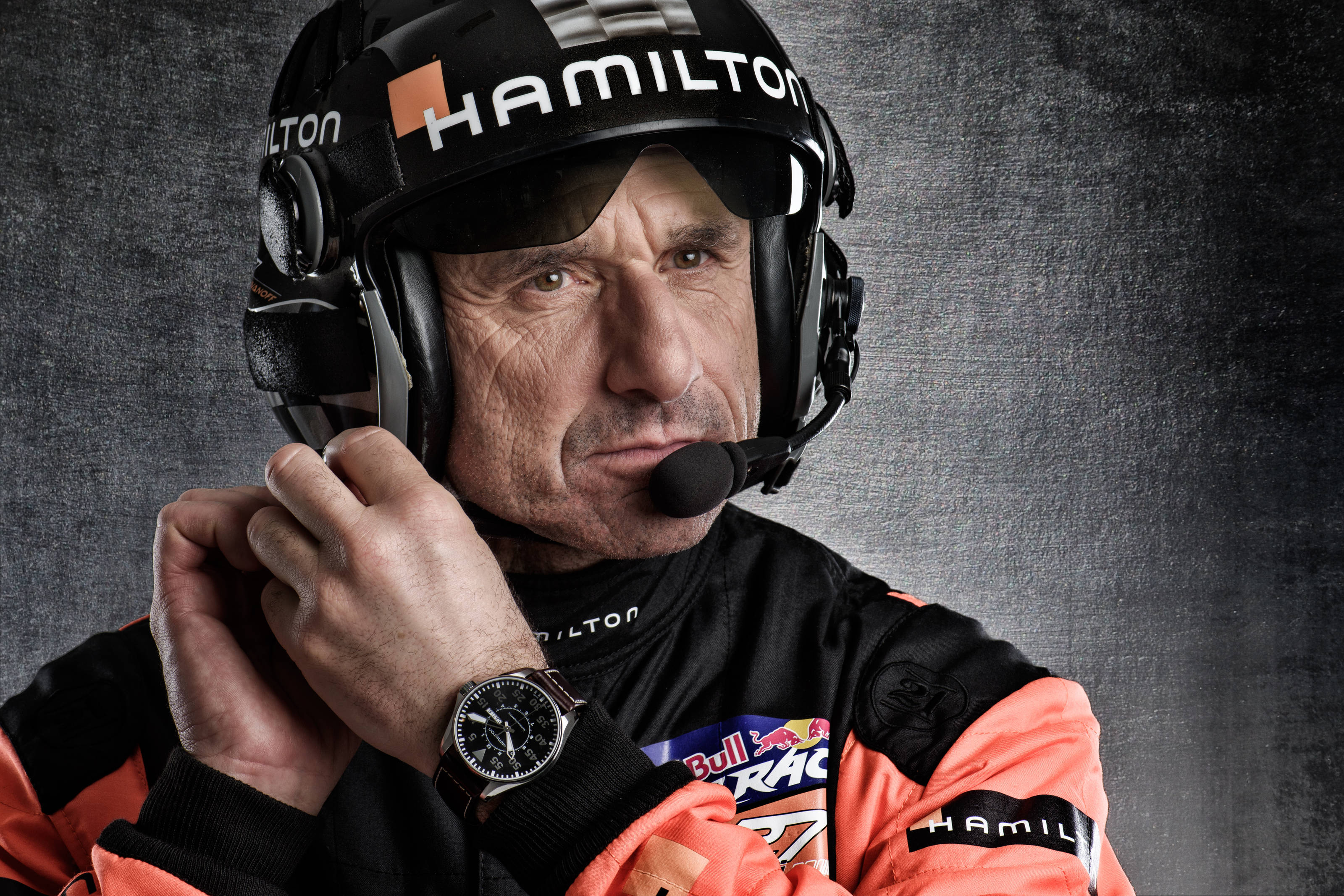
スポンサーのロゴ入りフライトスーツを着た曲技飛行士（ニコラス・イワノフ）
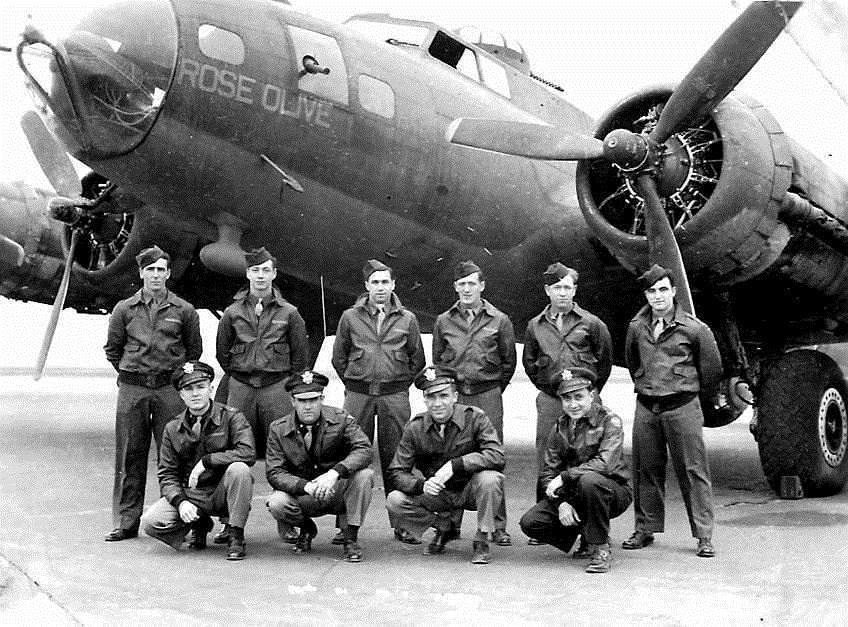
制服の上から革のジャケット（A-2）を羽織ったB-17の搭乗員（1943年）

## アメリカ
アメリカ空軍、アメリカ海軍、アメリカ沿岸警備隊では、パイロットと搭乗員は緑色のフライトスーツを使用している。沿岸警備隊は機外に出てて活動する救助隊員のみオレンジ色のフライトスーツを着用する。アメリカ陸軍では野戦服と同じ迷彩柄のフライトスーツを着用している。
戦闘機のパイロットはフライトスーツの上に耐Gスーツを着用する。
ブルーエンジェルス（アメリカ海軍）のパイロットは明るい青、サンダーバーズ（アメリカ空軍）のパイロットは濃い紺色の飛行服が用意されており、それぞれの地上クルーも同じ色の作業服を着用している。
武官組織であるが非武装のNOAA士官部隊は青いフライトスーツを使用している。
1950年代までは皮製であったが、ジェット機の実用化で高度が上昇したためナイロン製に置き換わった。フライトジャケットもA-2などの皮製からナイロン製のMA-1に置き換わり、現代ではCWU-45Pが採用されている。
かつては靴の色が搭乗員は茶、整備員は黒だったことから、搭乗員を「ブラウンシューズ」、整備員を「ブラックシューズ」と呼んでいた。

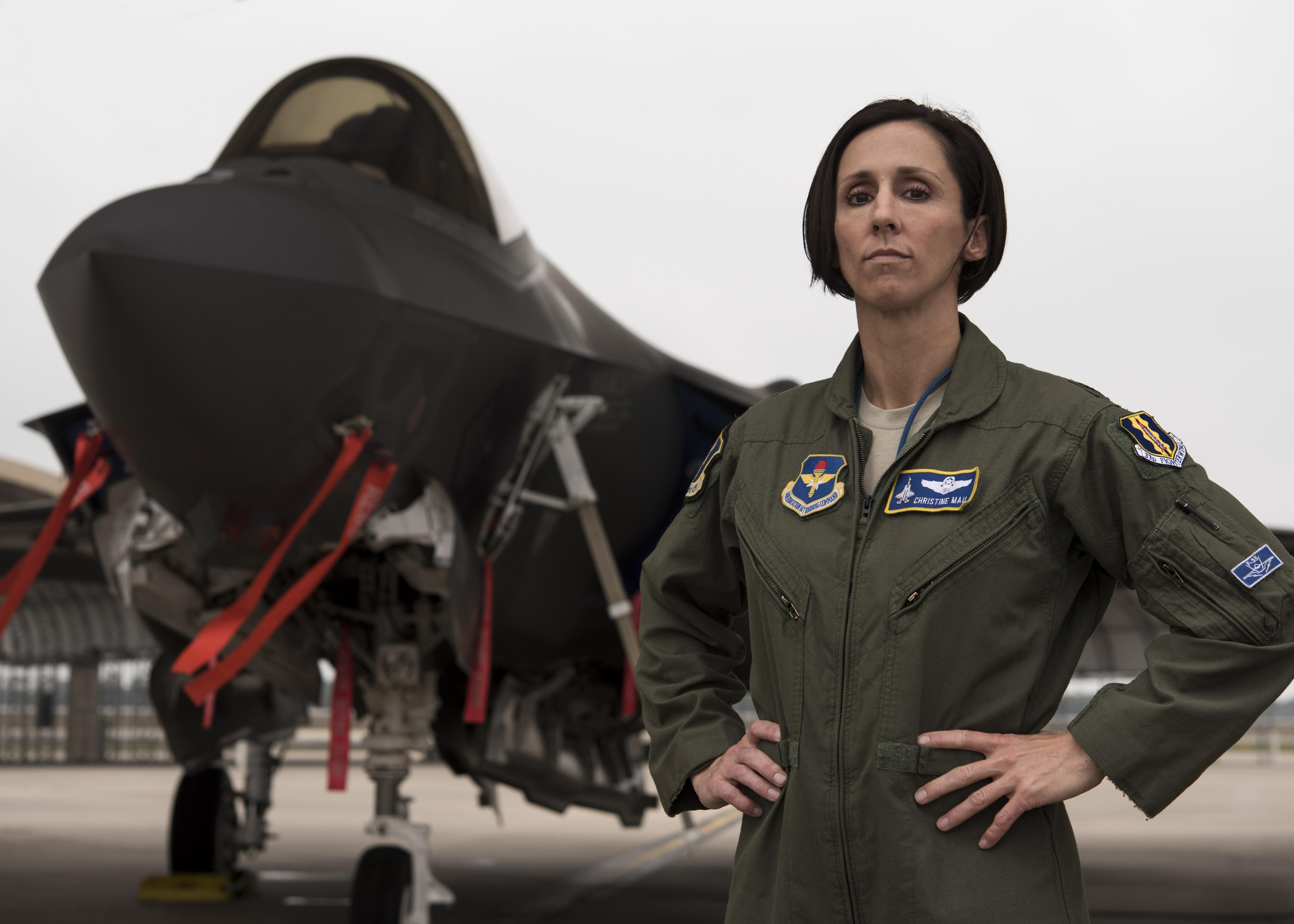
フライトスーツのみを着用したF-35の女性パイロット（アメリカ空軍）
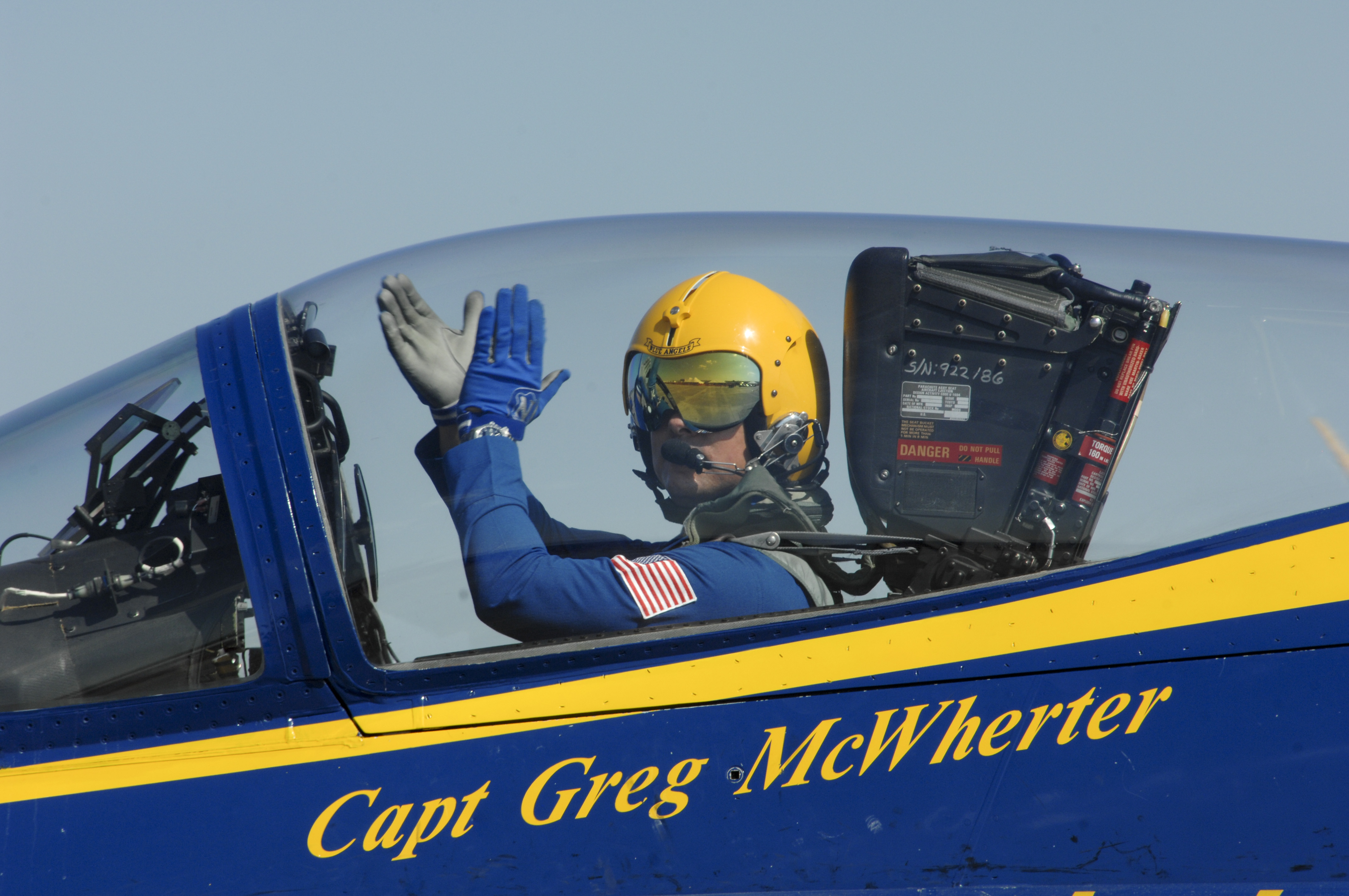
専用の飛行服を着たブルーエンジェルスのパイロット
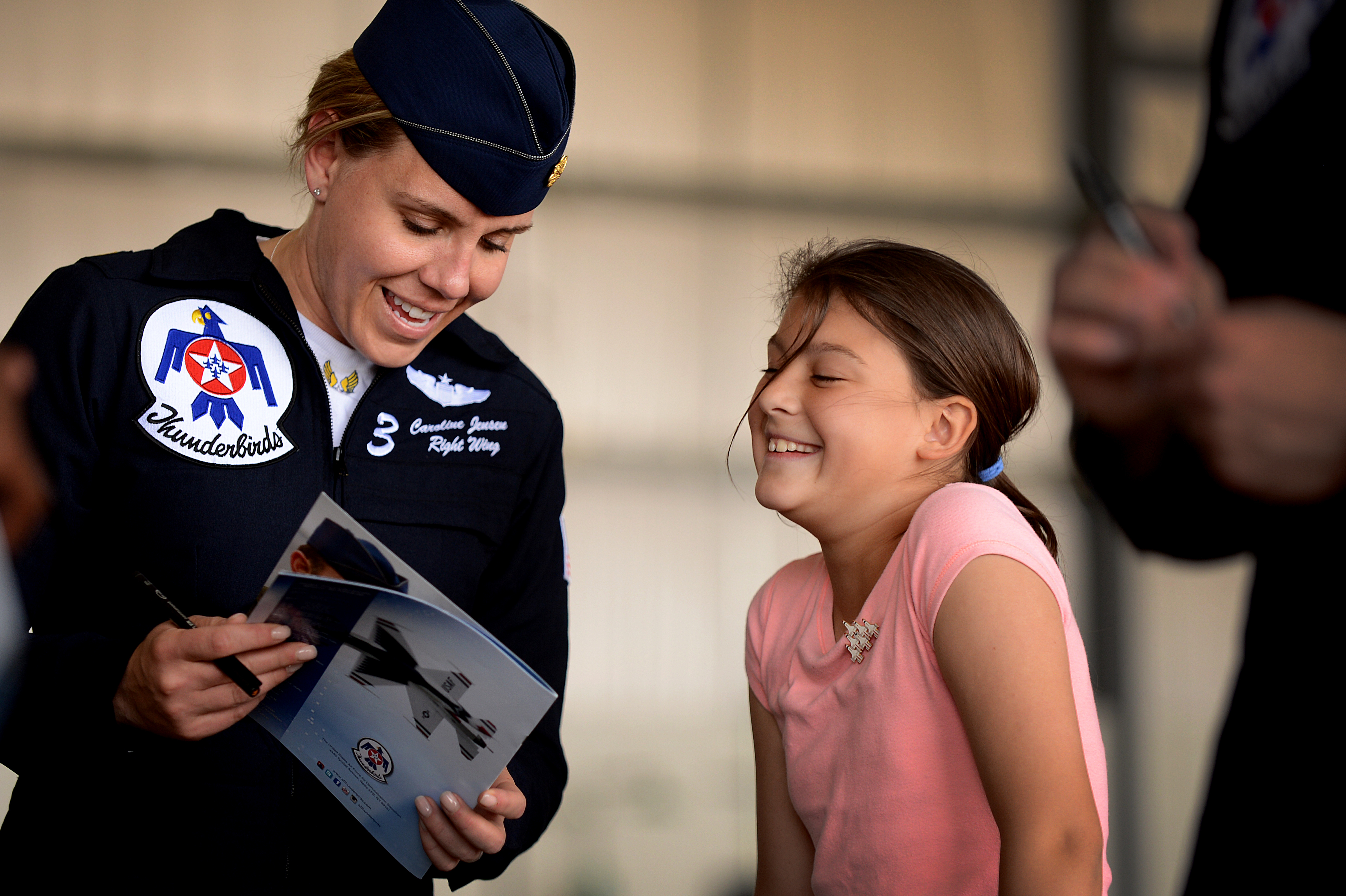
観客と談笑するサンダーバーズのパイロット
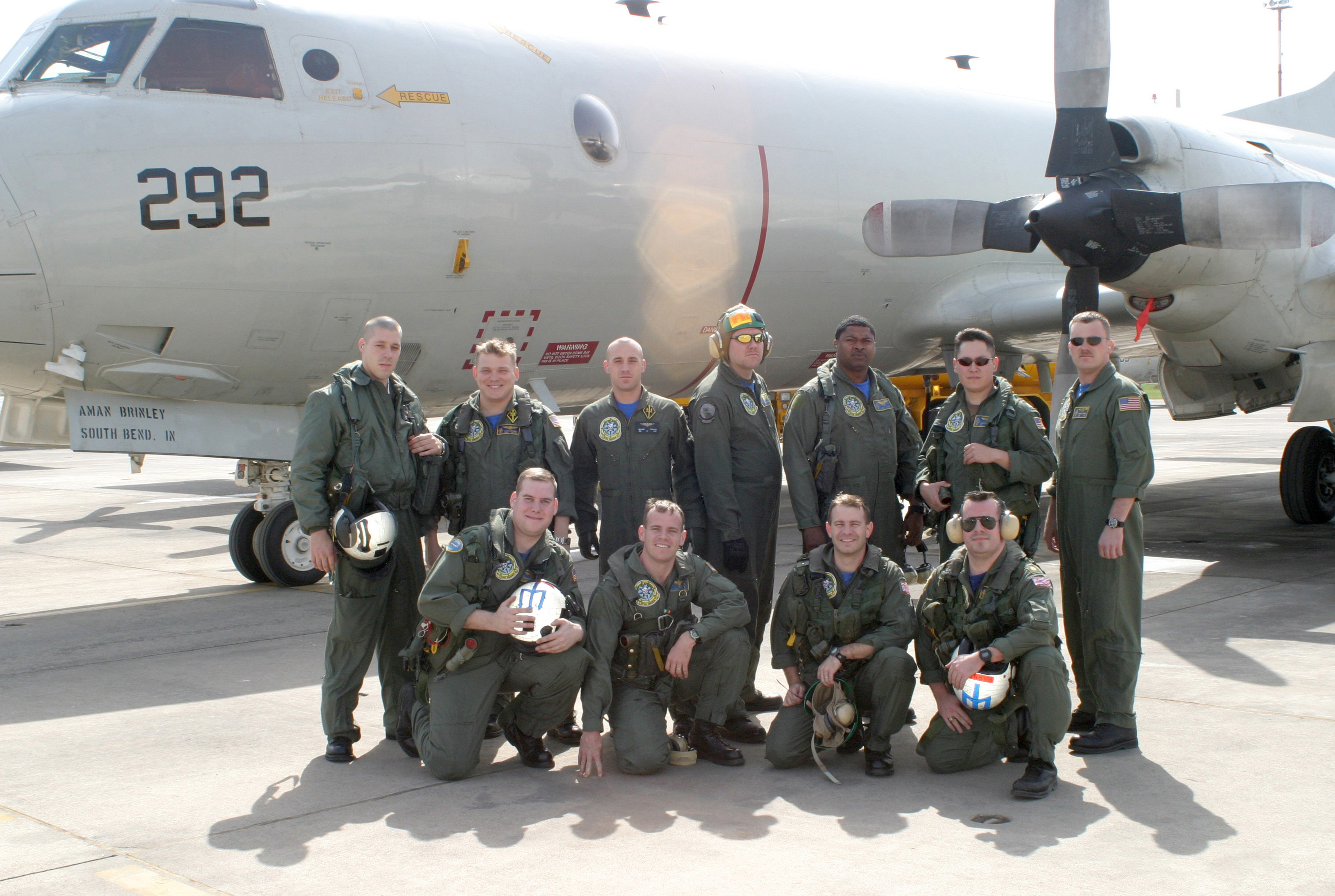
P-3C搭乗員（アメリカ海軍）
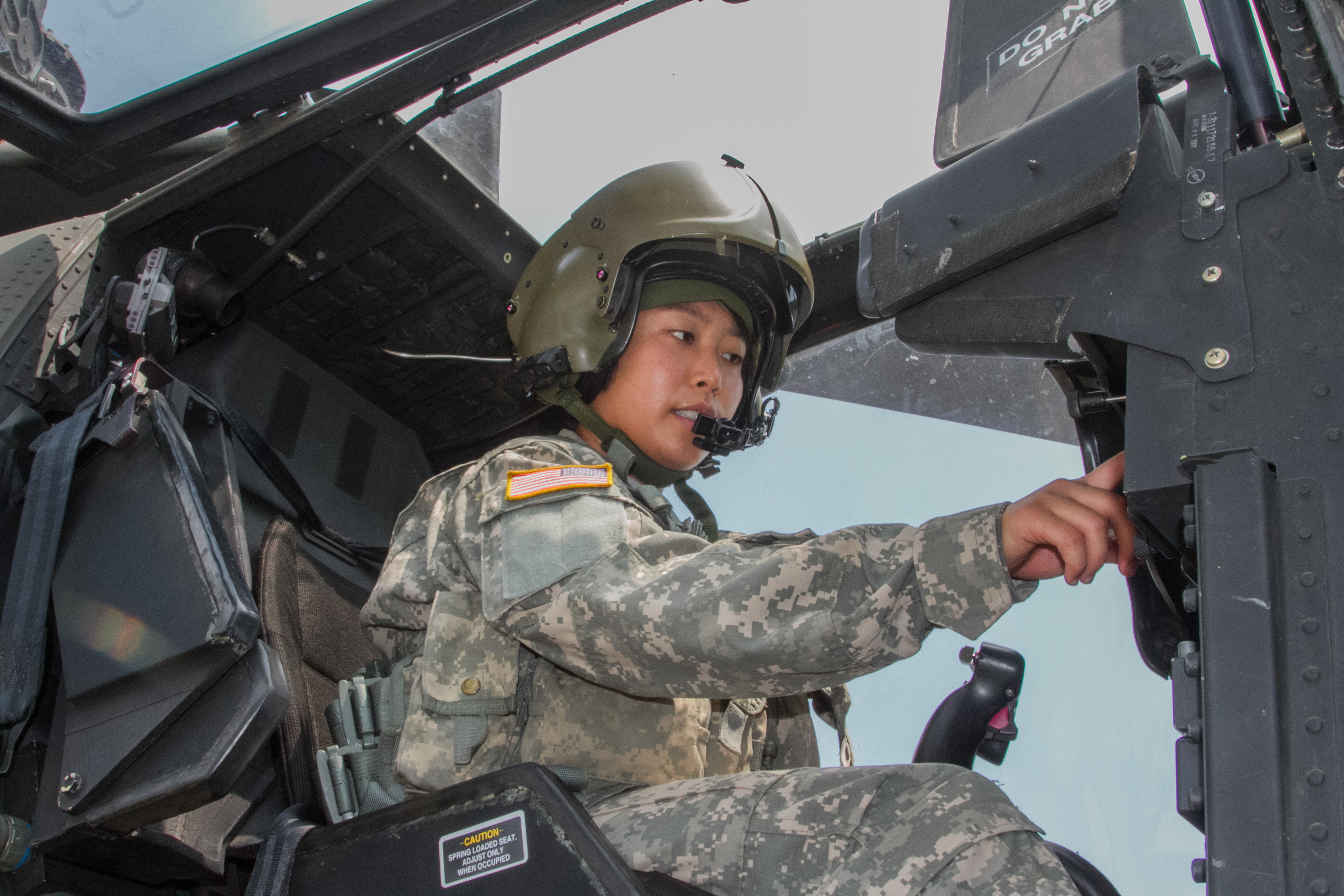
AH-64 アパッチのパイロット（アメリカ陸軍）
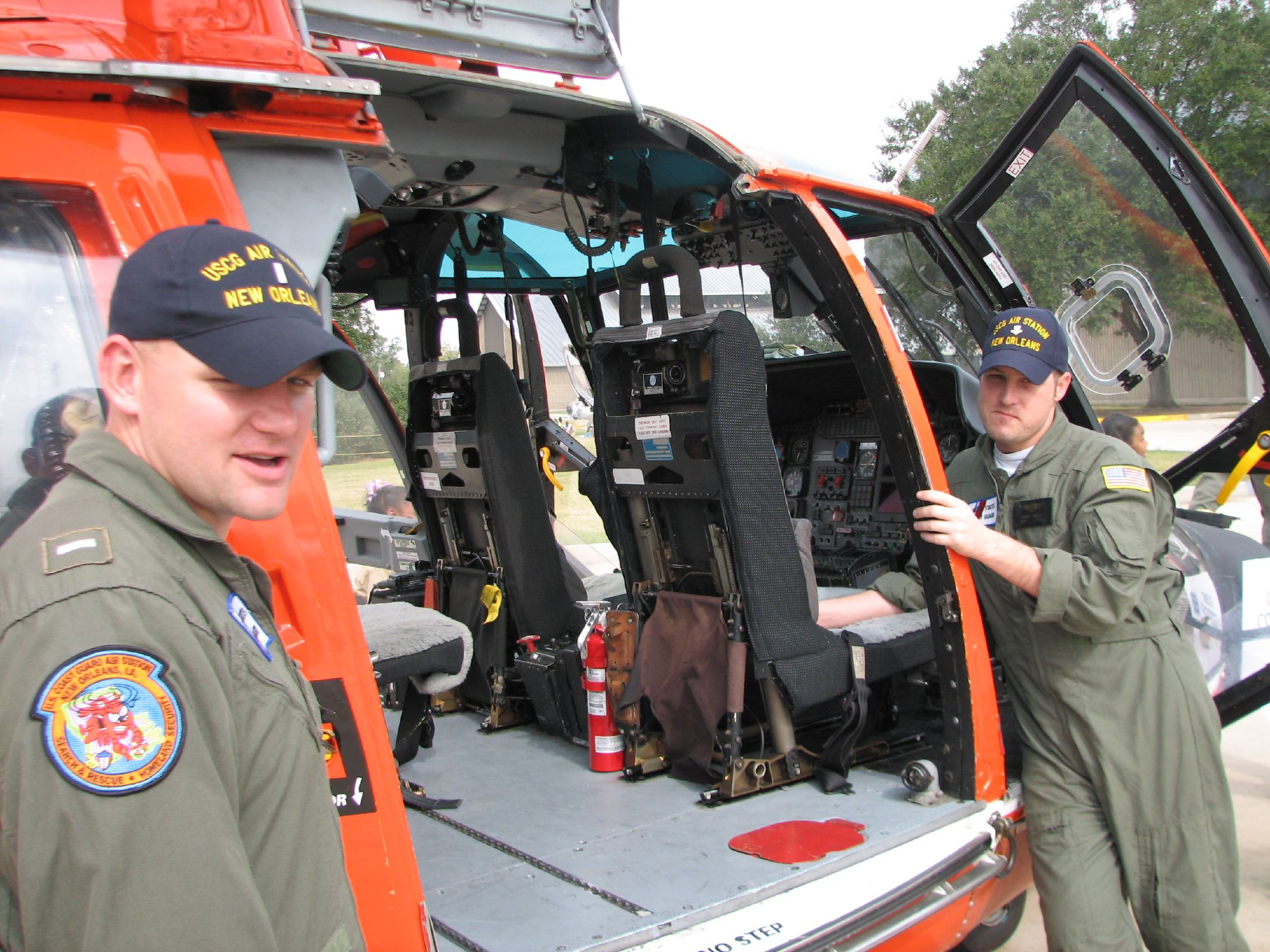
HH-65 ドルフィンのパイロット（アメリカ沿岸警備隊）
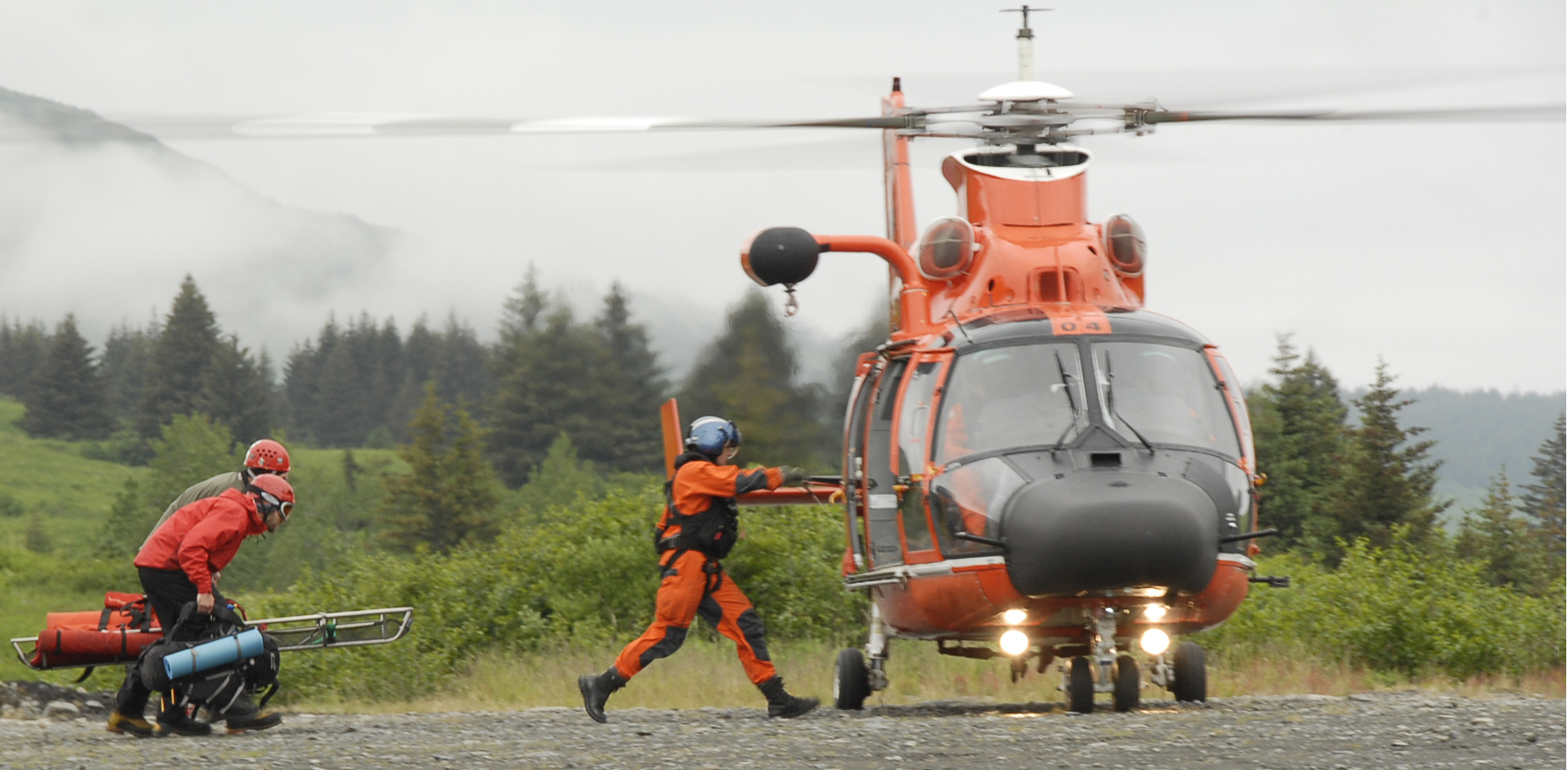
HH-65の救助隊員（アメリカ沿岸警備隊）
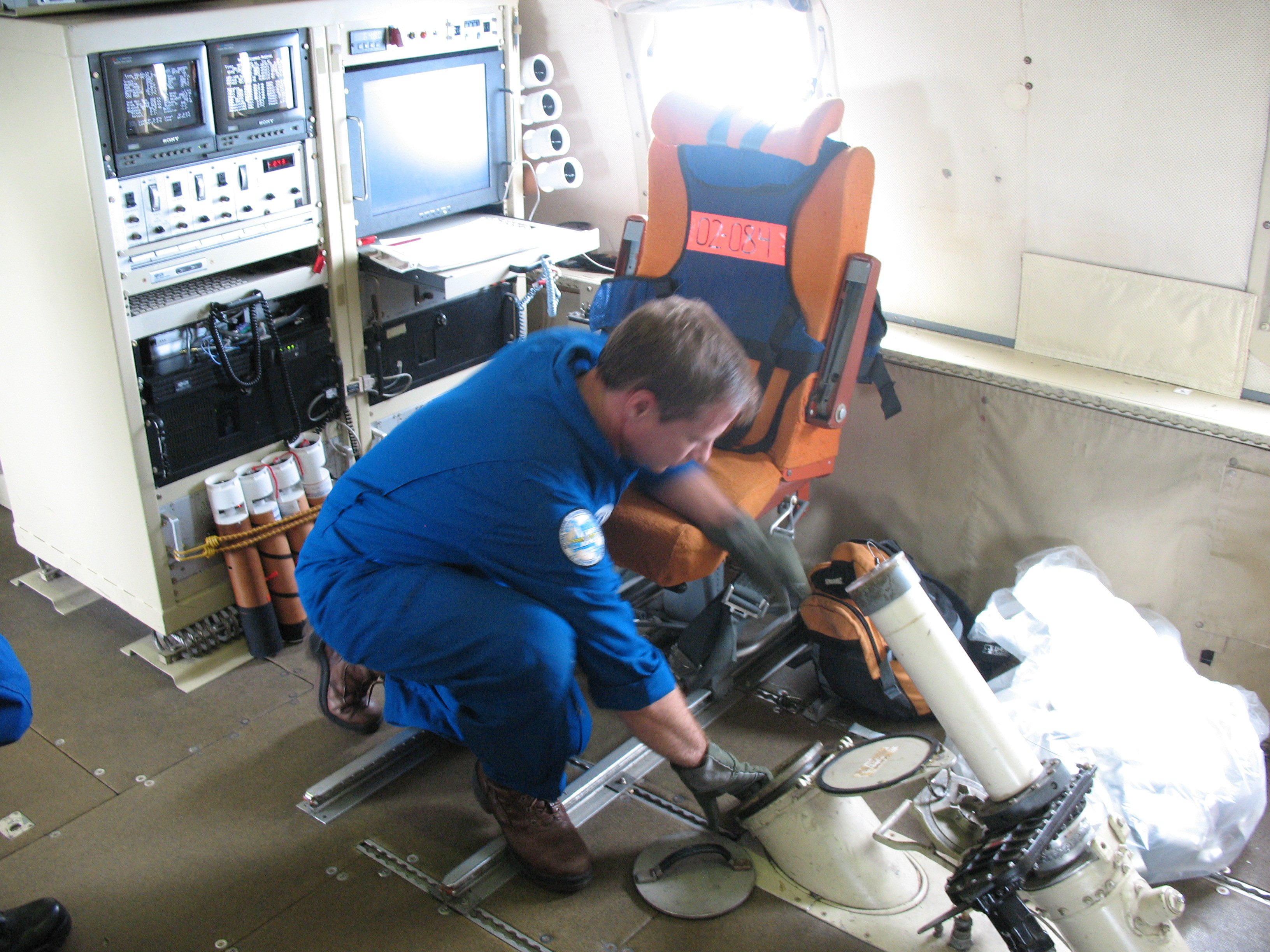
観測機材を投下するWP-3搭乗員（NOAA士官部隊）

## 日本

### 自衛隊
航空自衛隊と海上自衛隊では特殊服装として、航空帽、航空マフラー、航空服、航空服上衣（フライトジャケット）、航空手袋、航空靴、航空眼鏡、略章など航空機に搭乗する際に着用する被服類が規定されており、これらを纏めて「航空服装」と呼称している。
航空自衛隊では通常の航空服のほか、ブルーインパルスの操縦士と整備小隊には「展示服」と呼ばれる専用デザインの制服が規定されている。
海上自衛隊では通常の航空服のほか、寒冷海域での墜落に備え、耐寒耐水服や耐水手袋などが規定されている。固定翼哨戒機にはこれらをセットにした「航空保護服装」が搭載されており、緊急時には機上武器員が準備する（個人装備ではなく航空機の装備扱い）。
陸上自衛隊では「戦闘服 航空用」が規定されており、操縦士だけでなく機上整備員（FE）も着用する。防寒用のフライトジャケットはウレタン擬革製。
自衛隊の航空服の形状はアメリカ軍のフライトスーツと類似しているが、色はより濃い緑色である。航空自衛隊では、1993年2月まで視認性の高いオレンジ色の航空服を採用していたが、救難技術の向上やキャノピーに反射し見づらいなどの理由から、1992年12月にセージグリーン色の航空服に変更することを発表し、翌年2月から支給を開始した。なお、同時に布地の改良やサイズの多様化などが行われている。

航空自衛隊の航空服装（左から2番目）
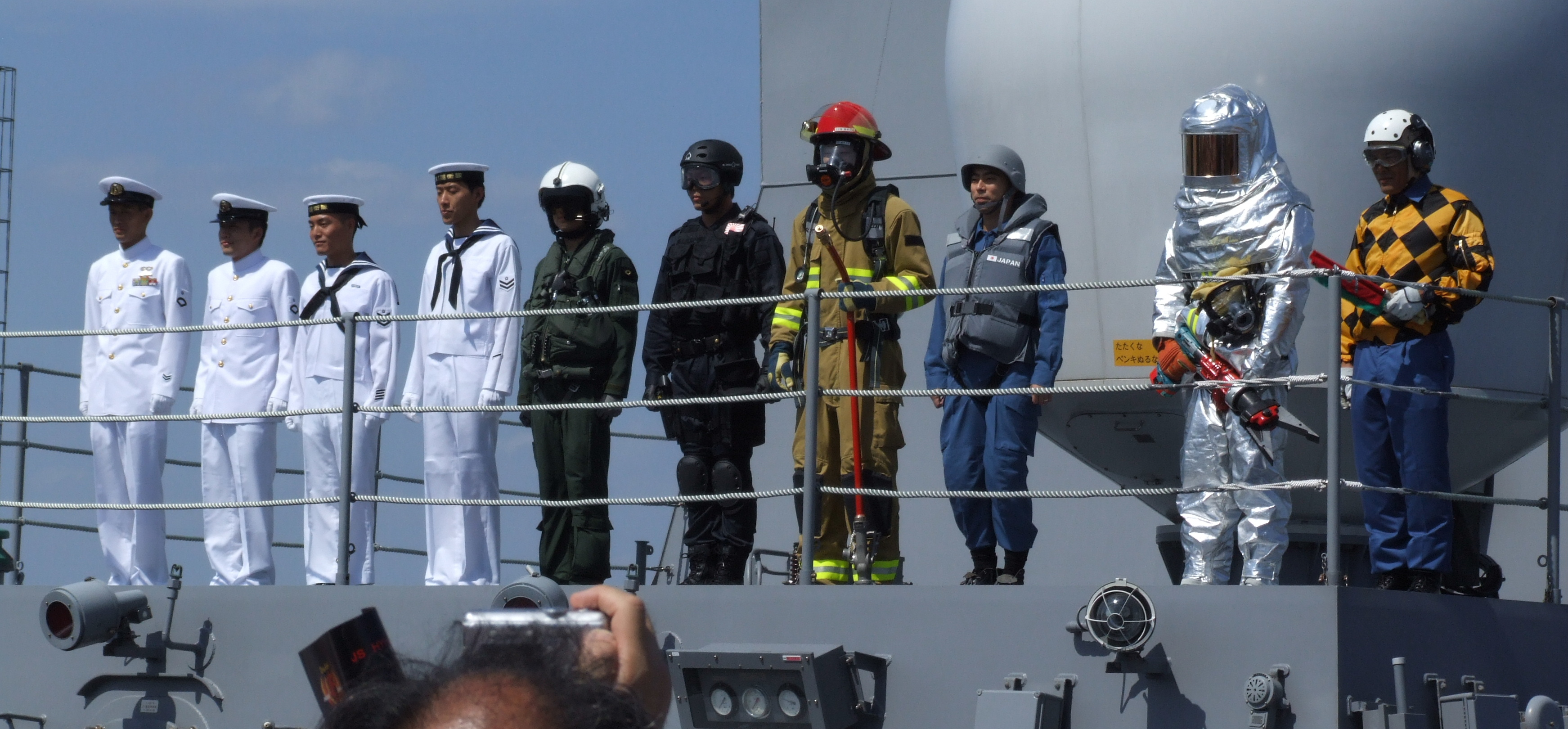
海上自衛隊の航空服装（左から5番目）
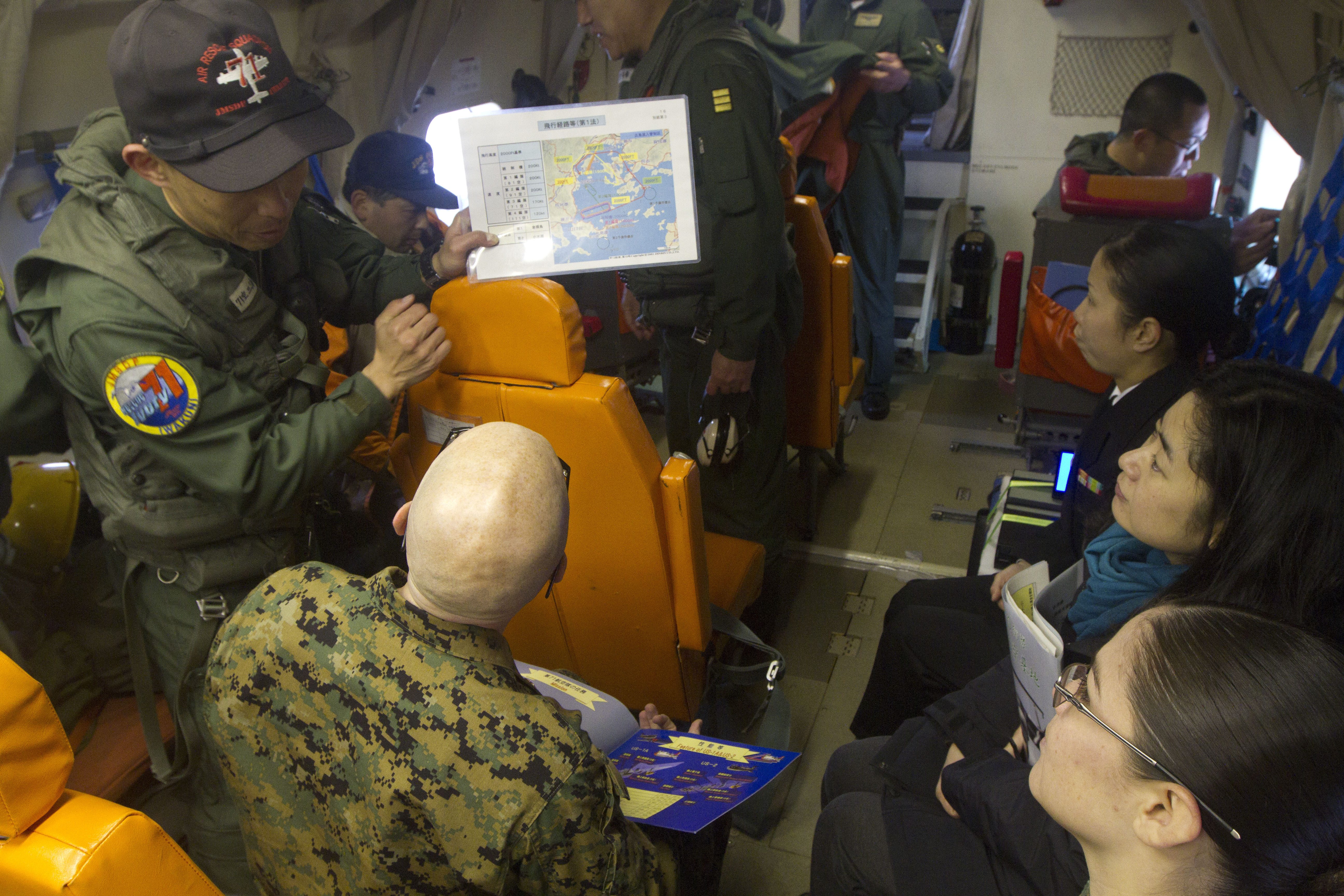
海上自衛隊の航空服装（左端）
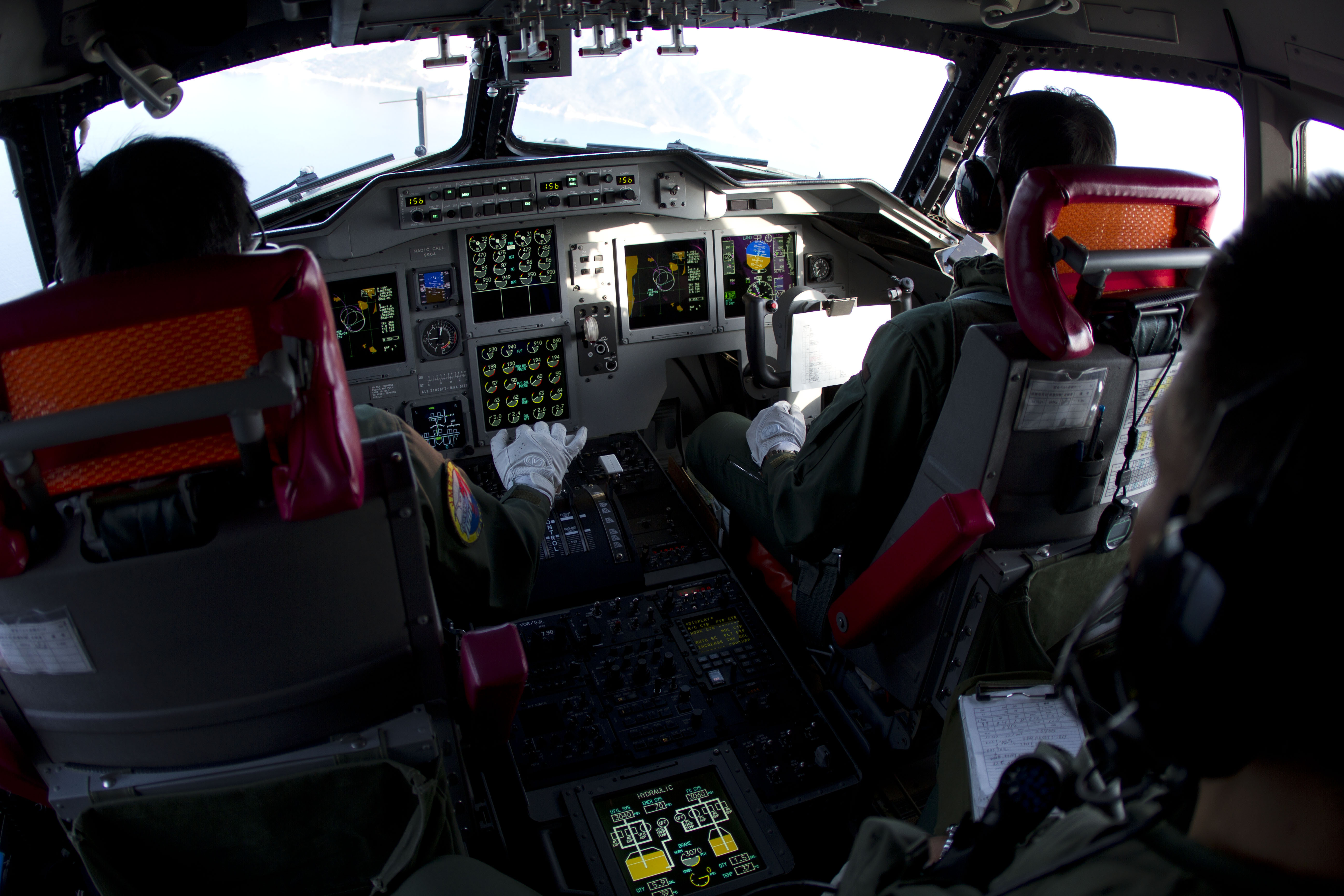
海上自衛隊の航空手袋（US-1）
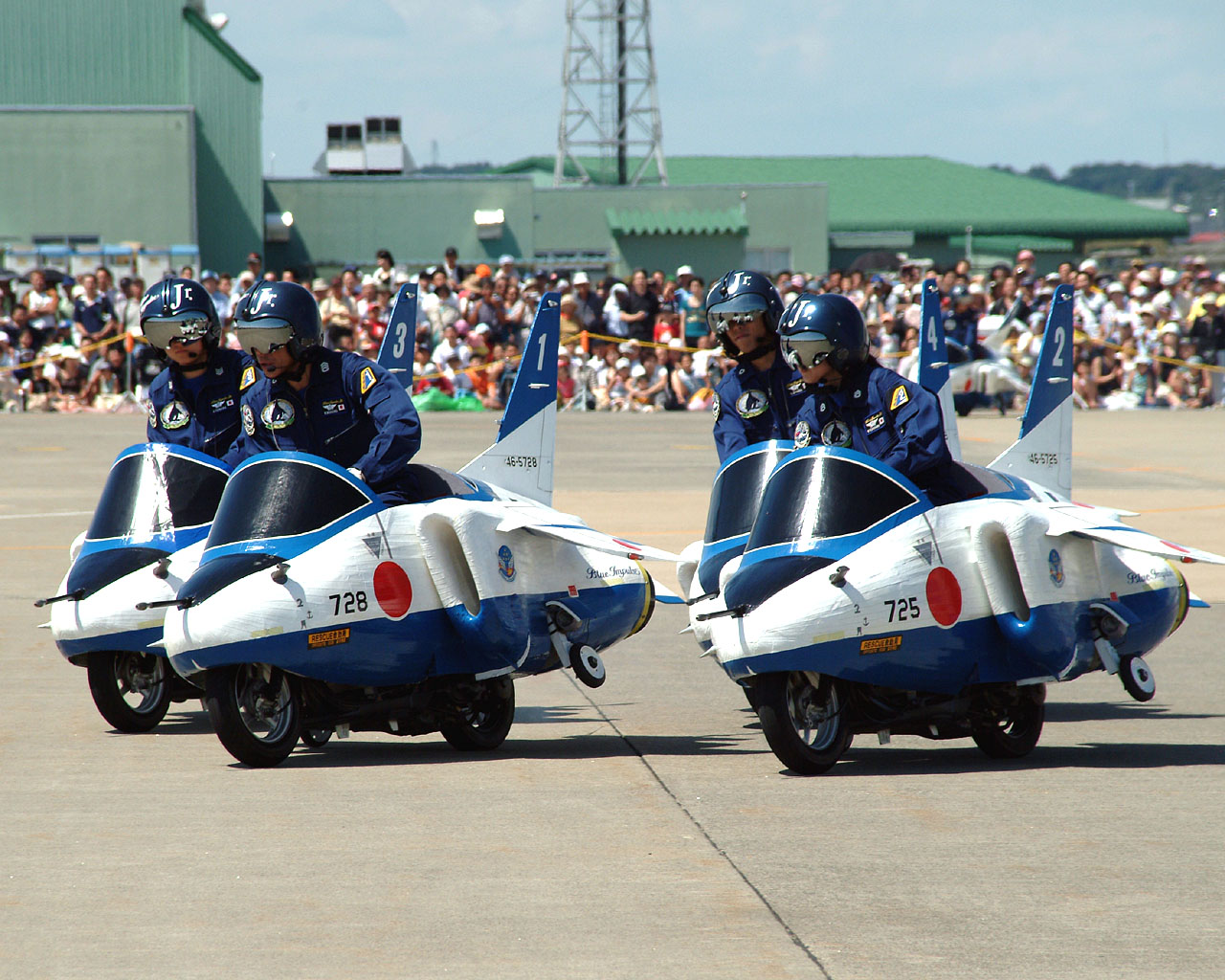
ブルーインパルスの展示服（ブルーインパルスジュニア）
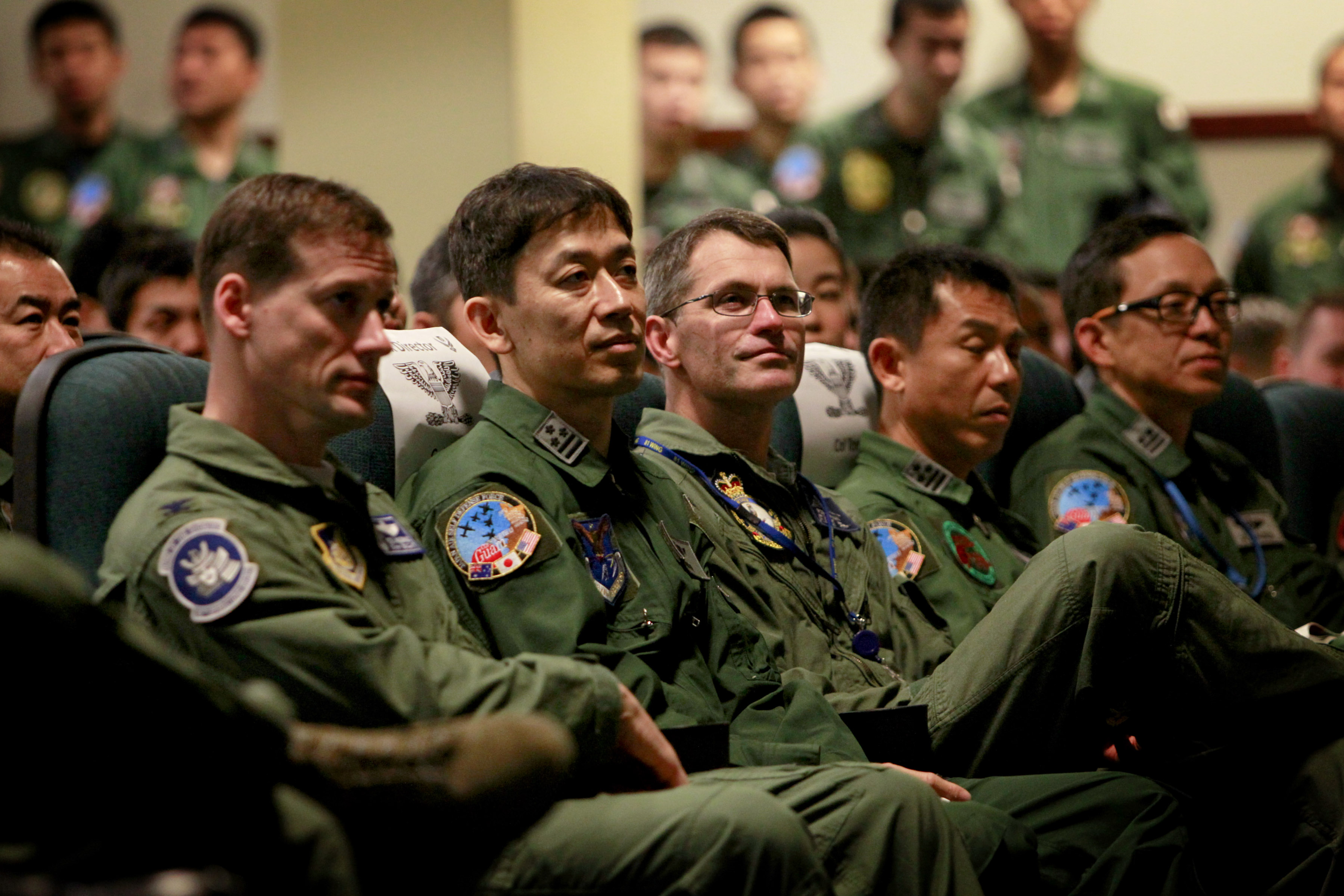
アメリカ空軍（左から1番目と3番目）と航空自衛隊（左から2番目と4番目）の比較

### 省庁
海上保安庁と消防防災航空隊はオレンジ、都道府県警察航空隊は青色の飛行服を着用することが多い。

### 旧日本軍

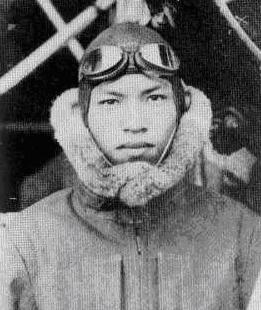
第一種航空服・第二種航空頭巾・航空眼鏡を着用した陸軍の戦闘機操縦者たる空中勤務者（篠原弘道、1939年）。航空服の襟を跳ね上げている

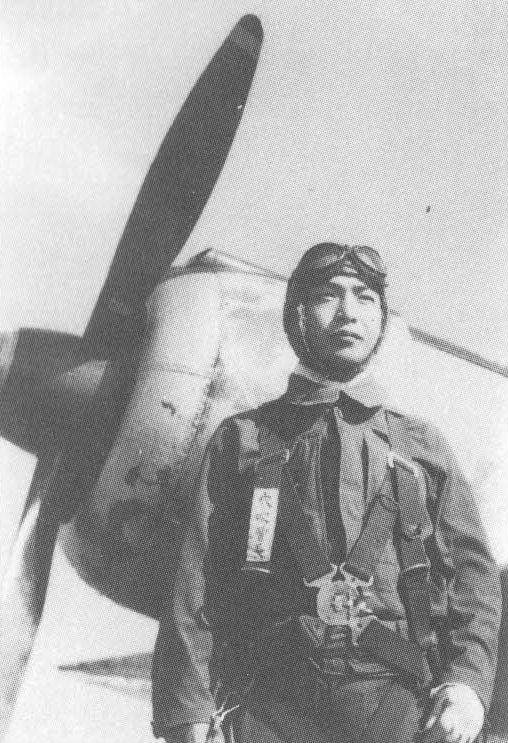
第二種航空服・第一種航空頭巾・航空眼鏡・私物の絹マフラーを着用した陸軍の戦闘機操縦者たる空中勤務者（穴吹智、1944年）。航空服の上には縛帯を着用し、縛帯の右胸部分には姓および階級である「穴吹曹長」の名札が付されている

日本軍においては陸軍は「航空服」とし、海軍においては「航空衣袴」としている。俗称・通称として「飛行服」などと呼称された。
第一次世界大戦から第二次世界大戦にかけての列強の空軍・陸軍航空部隊・海軍航空部隊では、牛革や馬革や羊革といった動物皮革製の飛行服が主流だったが、日本では衣服に使える革はほぼ輸入に頼らなければならなかった。このため、日本では陸海軍（陸軍飛行部隊・海軍航空部隊）とも航空部隊草創期には革製の飛行服が制定されたものの、大正期から昭和初期にかけてこれは廃止され、布製の飛行服を夏冬とも使用した。
第二次世界大戦時には爆撃機の迎撃で高高度を飛行する機会が増えたがウサギの毛皮では防寒性が低いため、諸外国と同様にヌートリアの毛皮を導入した。増産のため国民に飼育を奨励したが、戦後には放逐・野生化し問題となっている。
また、航空被服を構成する装具として、頭部を保護する革製の航空頭巾・航空帽がある。この飛行帽と対をなす存在である航空眼鏡（飛行眼鏡）は、1937年に後藤予備陸軍大佐が考案、陸軍のみならず海軍でも採用された物であり数少ない陸海軍共通の装備品であった。本品の採用前は戦車眼鏡（戦車兵用の防塵眼鏡）・民間品・輸入品が混用されていた。
このほか、航空手袋・航空靴、航空襟巻、航空覆面、航空下衣、航空浮衣（救命胴衣）、航空電熱被服などを「航空被服」として括り、特種被服の一種類として補給・管理された。 
なお、白絹製のマフラーは私物であり、一種のお洒落と見なされ、部隊によっては着用を制限された。
陸軍の手袋は、夏用の第二種は茶色の表革製で、形状は民間紳士用と変わらない一般的な物で、冬用の第一種は丈が長く裏地に毛皮が付される茶色の裏革製。ともに手首の内側には調整用のベルトが付く。海軍の手袋は夏冬用共に丈が長く、夏用も裏革を使用し色は茶、末期においては手を覆う部分が染色を省略した白皮。陸軍の靴は長靴型であり丈は脛の3分の2程度と長く、冬用の第一種は裏地に毛皮が付される以外は夏用の第二種とほぼ同等、共に茶色の表革製。第二次大戦末期には皮革節約のため、丈を十数cm程短くした半長靴型も普及した。海軍の靴は半長靴型であり丈は脛の3分の1程度と短く、共に茶又は黒色の表革製。大戦末期には皮革節約のため丈をさらに短くしたものも普及した。陸海軍共に靴底は機体保護のためゴム張りであり、特に陸軍の航空靴は実用性の高い吸盤を配していた。海軍のみの特徴として官姓名（階級および氏名）を記入する記名布の存在があり、この長方形の記名布は航空被服・航空帽・航空手袋・航空靴などすべての被服類のきわめて目立つ場所（航空衣袴の袖部など）に縫合されていた。
さらに、飛行服の上には落下傘用装帯（通称：縛帯・ハーネス）を着用する。
高高度を飛行する戦闘機の搭乗員用に与圧機能を持たせた飛行服の研究が行われていたが、物資の不足もあり配備は間に合わなかった。三菱重工業名古屋航空宇宙システム製作所史料室に秋水用に開発中だった与圧服のイラストが展示されているほか、零式艦上戦闘機用与圧服の開発スタッフだった富野由悠季の父親が廃棄命令を無視して戦後も資料を保管していたという。

#### 陸軍
- 大正三年制航空衣袴[6]：将校准士官の正衣に似たダブルボタンの黒羊革製ハーフコートとズボン。フランス式。昭和初期しばらくまで使用された。
- 試製第一種航空服- 昭和初期採用の冬用。ポケットの変更や電熱線入りなど小改良を繰り返しながら第二次大戦終戦まで使用。つなぎ型で、襟部・裏地にはウサギ毛皮を多用したウール製（のちにヌートリア毛皮に変更）。前身頃・裾・袖にファスナーを多用、腰部にベルトを付した。前身頃はシングル。電熱による保温は、インナー式の「電熱航空服」を内側に着込む様に改善された。
  - 試製第一種航空頭巾 - 航空頭巾（飛行帽）は茶革製で、額部分には帽章として星章（五芒星）、耳宛部分には古くは伝声管、新しくは無線電話・無線通信用のレシーバーを嵌め込み可能な孔空きの円形硬革が付く（同乗者用を除く）。顎と後頭部の調整ベルトは微調整が可能なリング型バックルを使用。裏地全体には防寒用として毛皮が付される。小改良を繰り返しながら第二次大戦終戦まで使用。
- 試製第二種航空服- 昭和初期採用の夏用。ポケット形状の変更など小改良を繰り返しながら第二次大戦終戦まで使用。ジャケットとズボンに分かれた上下分離型で、ギャバジンウール製。ジャケットの袖・ポケットおよび、裾部分にファスナーを使用。前身頃はシングルで隠し釦を使用、腰部にはバックル付属のベルト付。
  - 試製第二種航空頭巾 - 裏地に毛皮が付かない以外は第一種とほぼ同等仕様。小改良を繰り返しながら第二次大戦終戦まで使用。
- 試製第三種航空服 - 太平洋戦争開戦後採用の酷暑地域用。小改良を繰り返しながら第二次大戦終戦まで使用。第二種と異なり薄手の綿製でファスナーでなく釦を多用、軽量化を図るとともに通気性を向上させた。

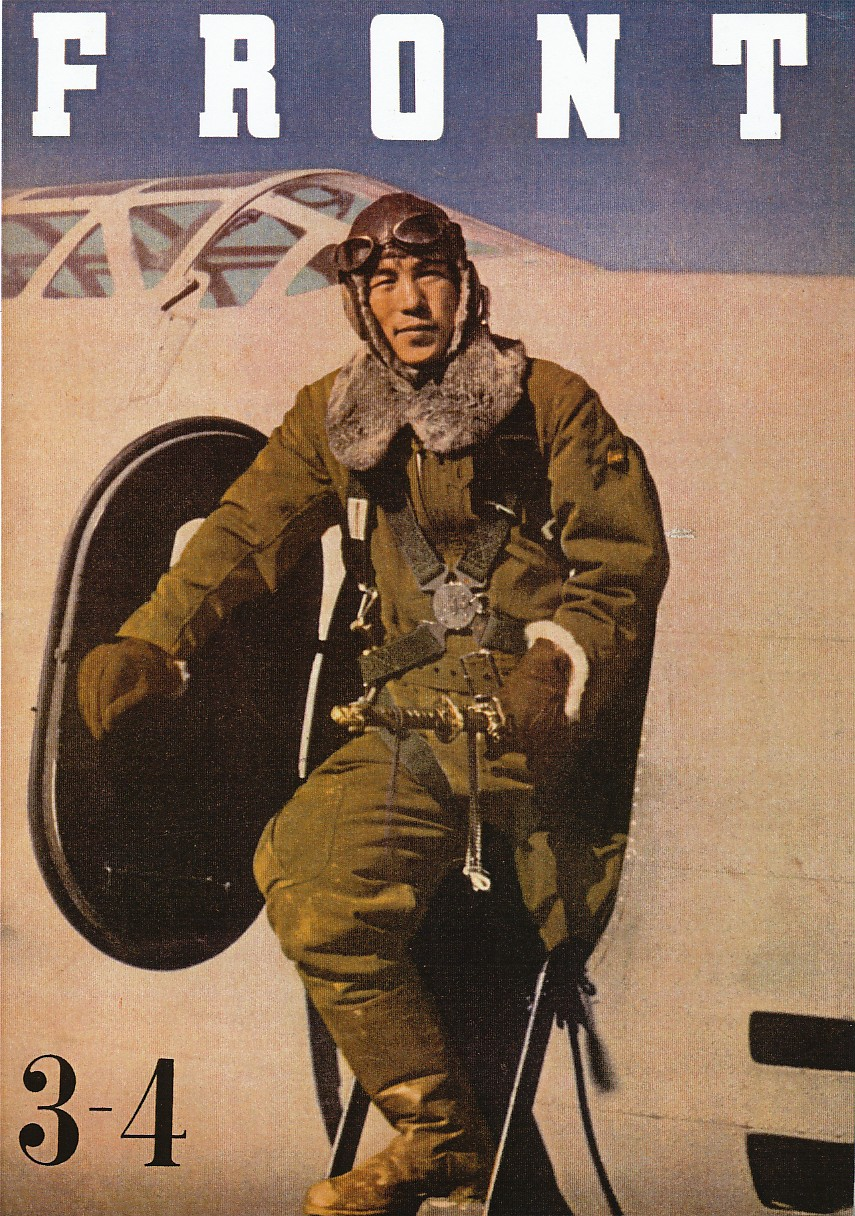
第一種航空服
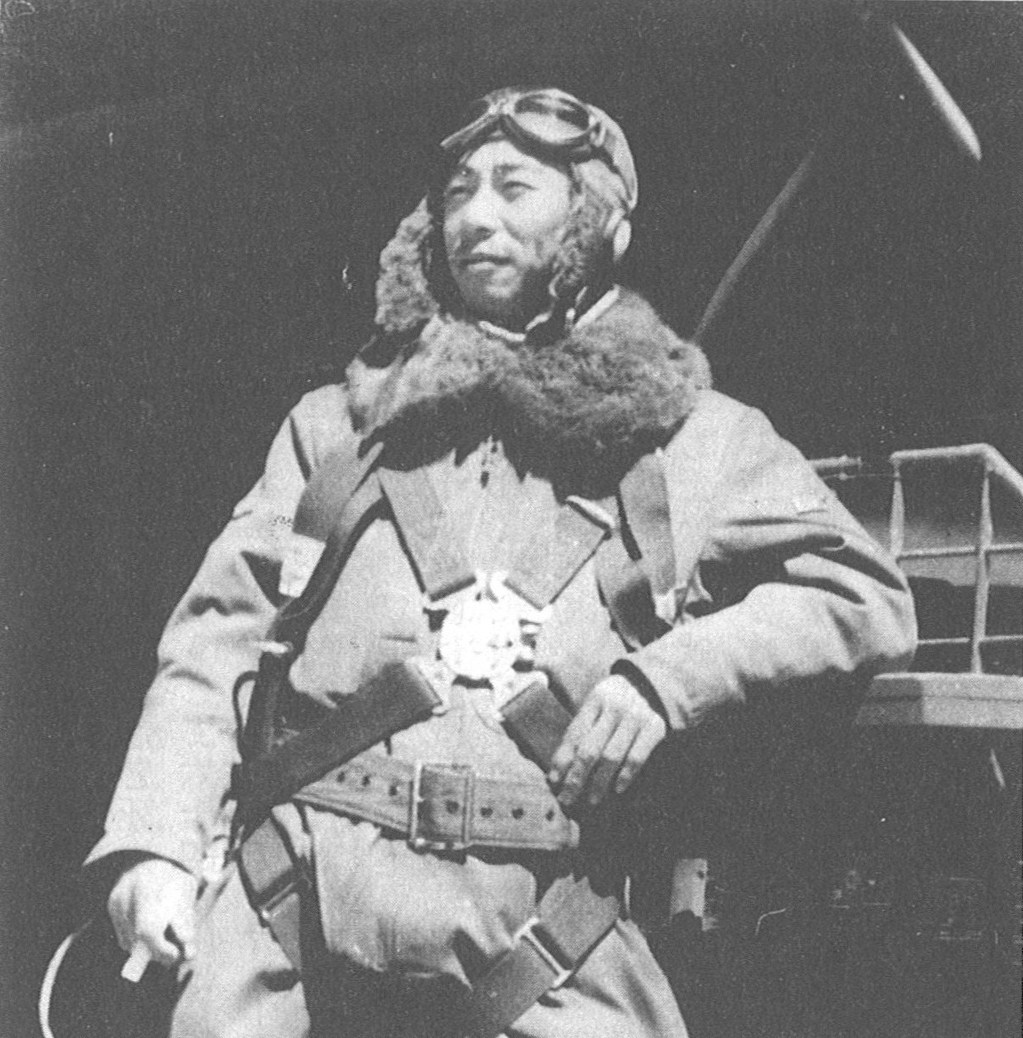
第一種航空服（樫出勇）
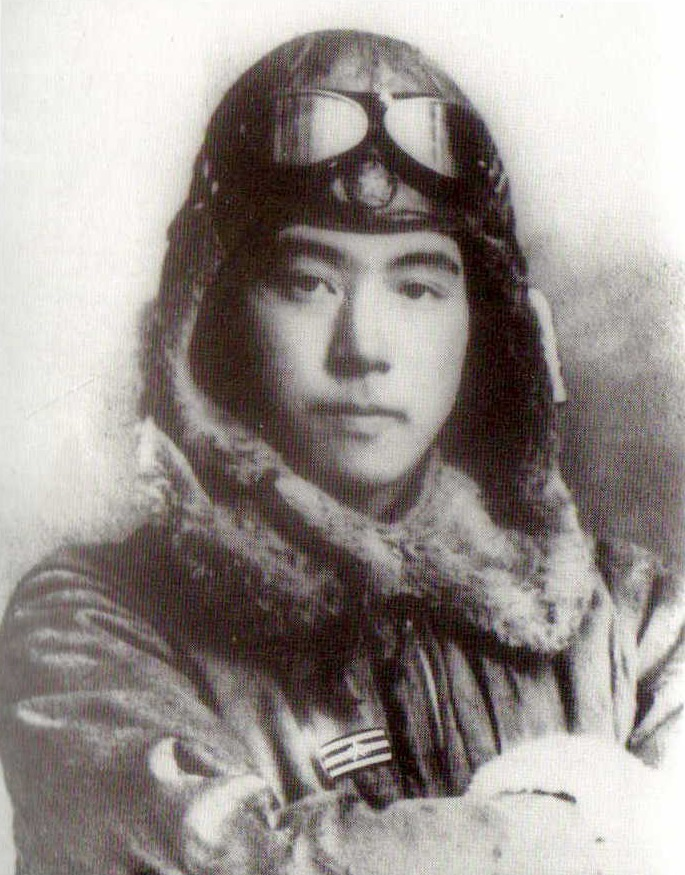
第一種航空服（宮川三郎）
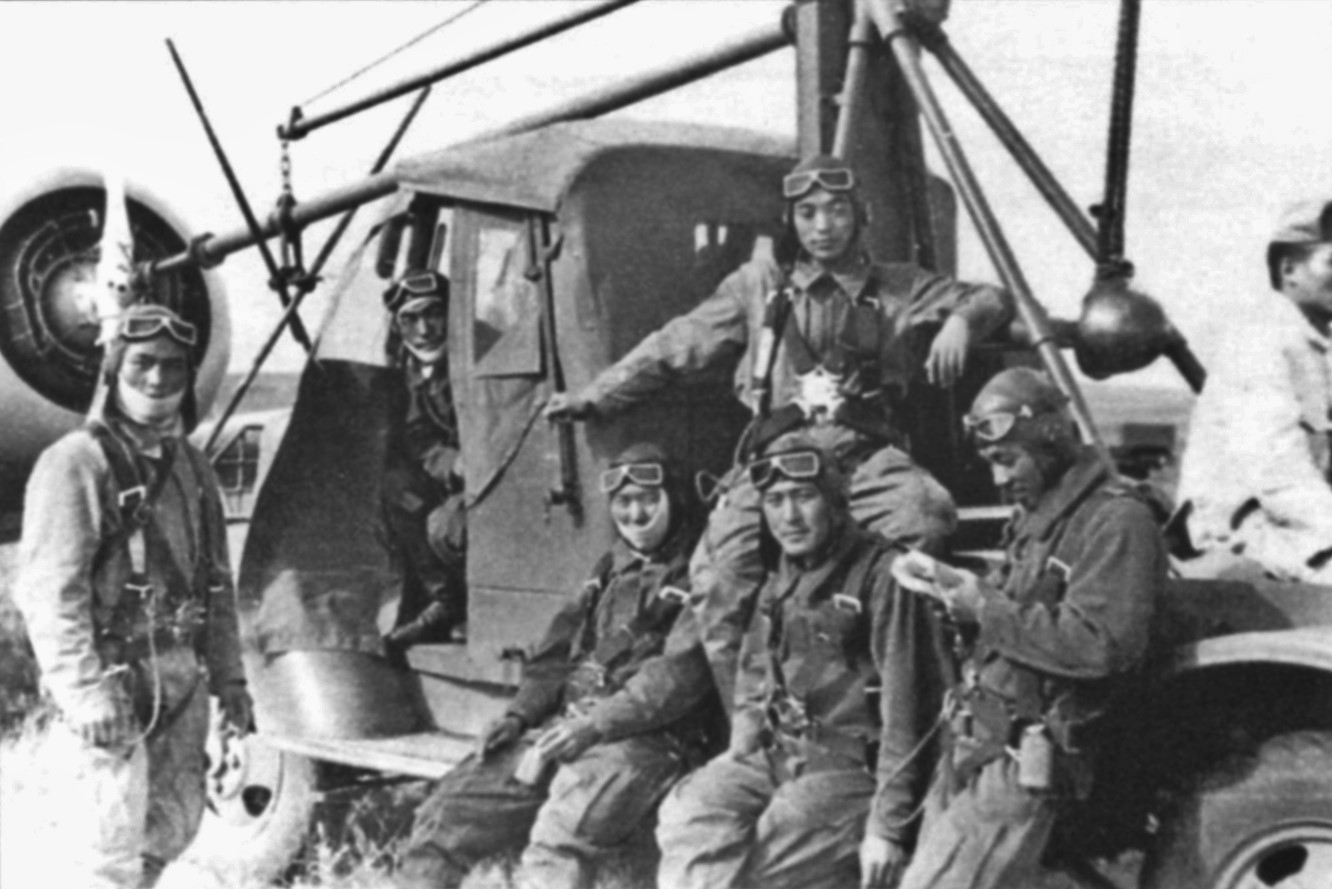
第二種航空服。右端（私物ないし民生品の航空眼鏡を着用）以外の空中勤務者は戦車眼鏡を使用している
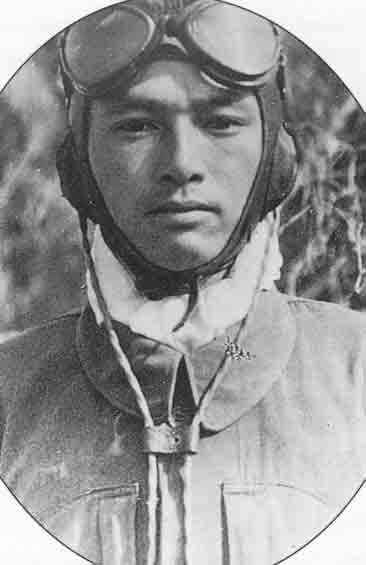
第二種航空服（鷲見忠男）。第二種航空頭巾の耳宛部分のレシーバーからはコード（電纜）が伸びており、これを機内の無線機に接続する
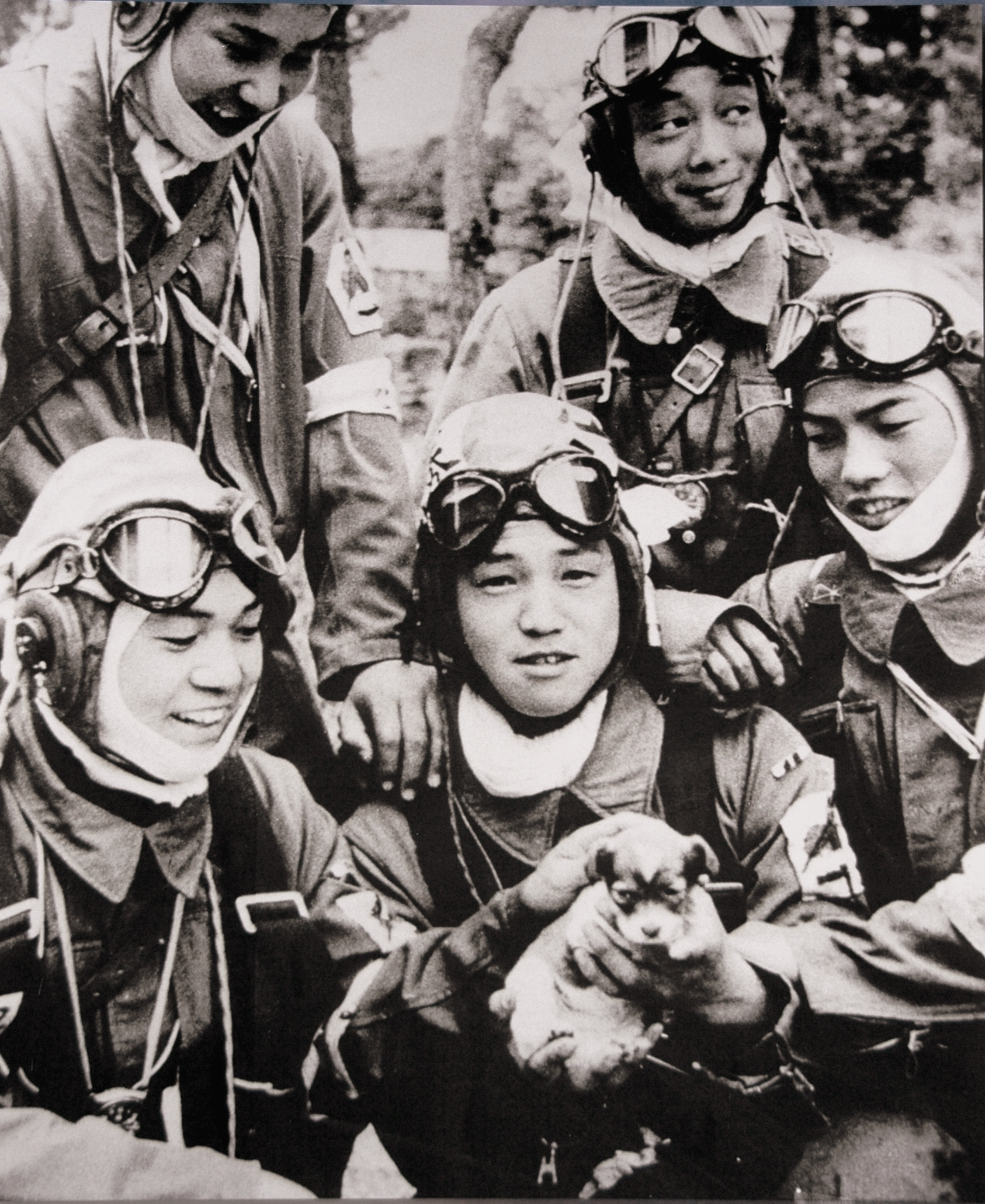
第二種航空服（荒木幸雄他）
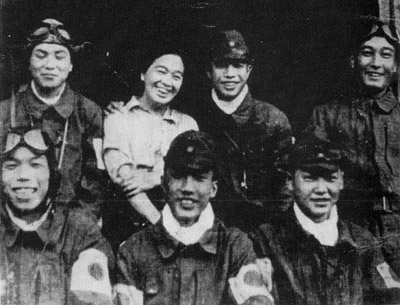
第二種航空服
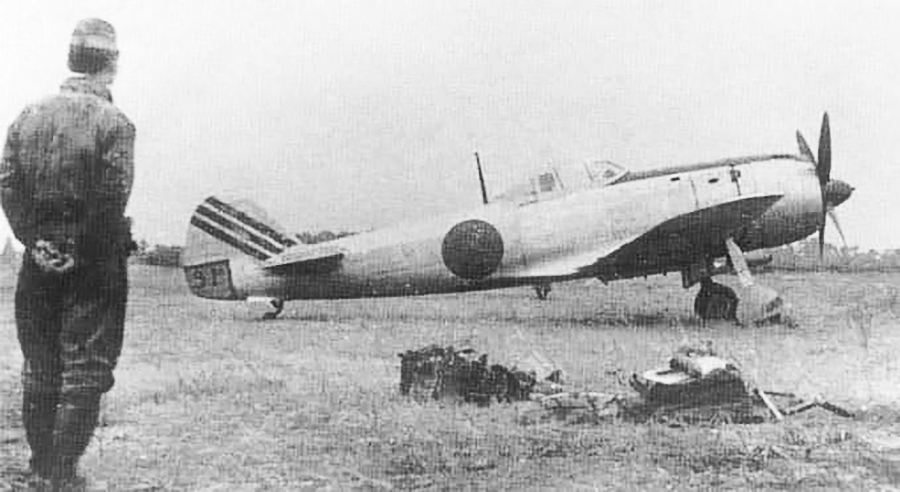
第二種航空服
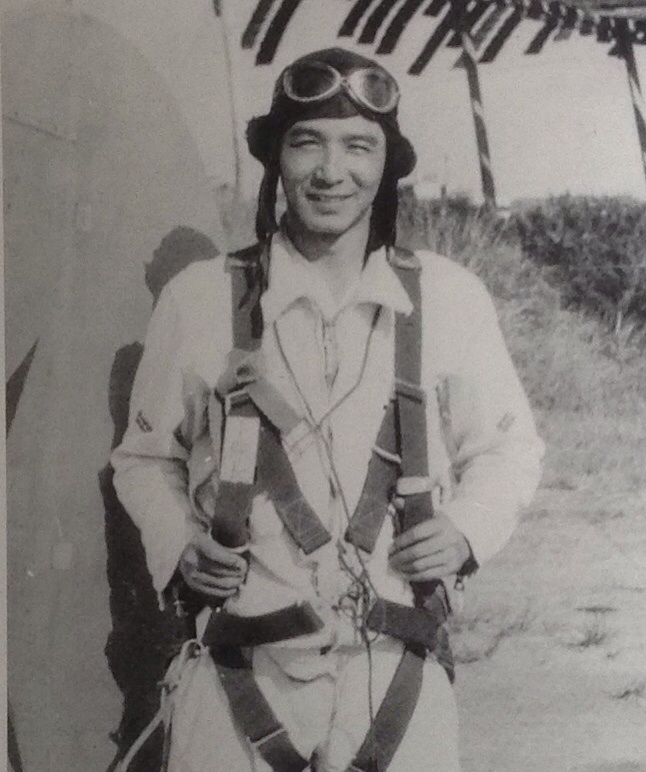
第三種航空服（若松幸禧）
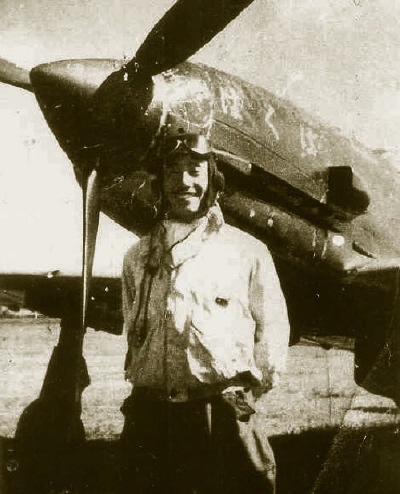
第三種航空服上衣と第二種航空服の袴（金貞烈（香川貞雄）
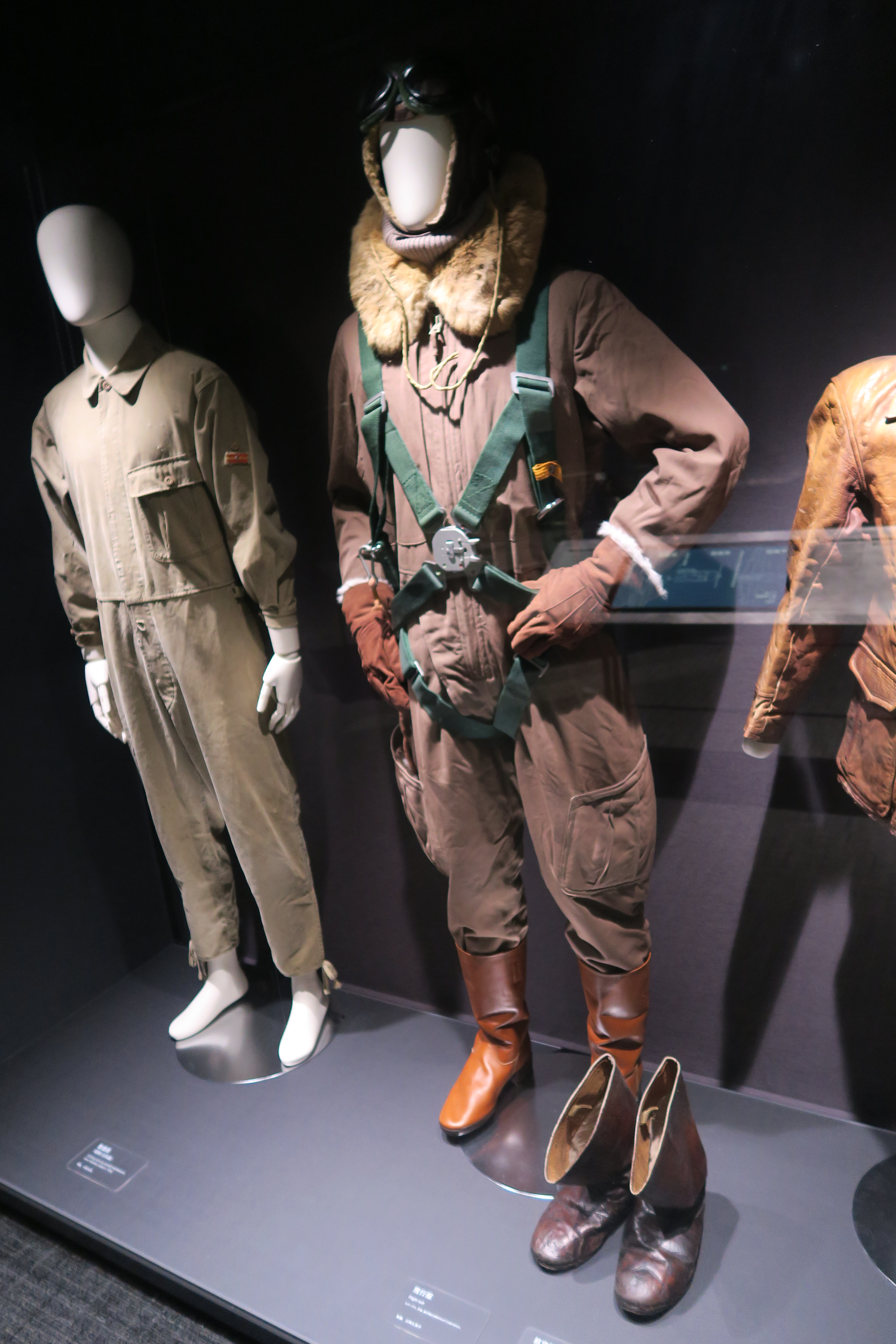
航空服（岐阜かかみがはら航空宇宙博物館の展示）

#### 海軍
- 大正五年式航空被服 - 黒羊革製ハーフコートとズボン。フランス式。
- 大正十四年式航空被服 - カーキ色の綾織木綿つなぎ型。イギリス式。
- 昭和四年式航空被服 - 表に防水布地を使用、前身頃はセミダブルでファスナーと釦を使用したつなぎ型でベルト付。以後の基本形となった。
- 昭和九年式航空衣袴 - 昭和4年式を軽量化。
- 昭和十七年式航空衣袴 - 基本的には昭和9年式と同じ。冬用の袖はファスナー、夏用は釦を使用。
- 昭和十九年式航空衣袴 - 上下分離型の夏用のみ。つなぎ型の冬用や陸軍の夏用二種と異なり、ファスナーを使用せずシングルの前身頃・袖・裾は釦のみ。

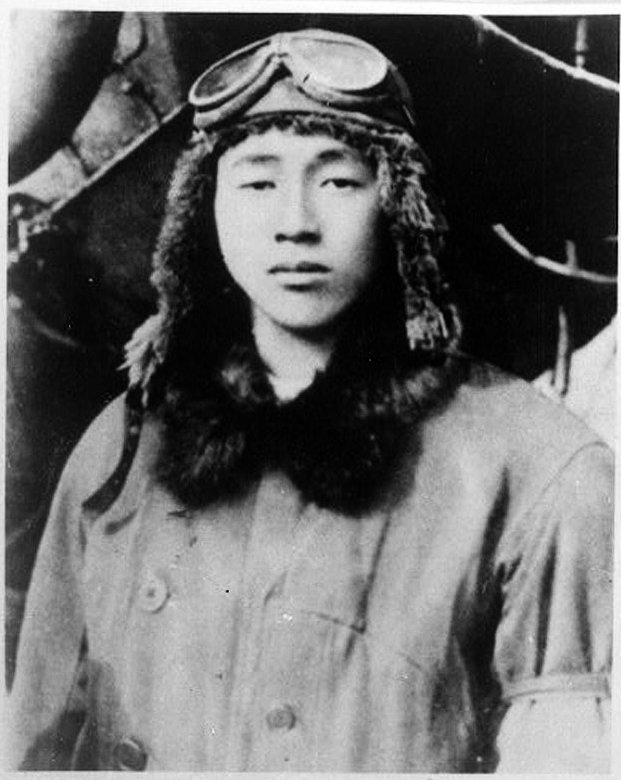
冬用の昭和九年式航空衣袴（飯田房太）。海軍が陸軍から大量購入した戦車眼鏡を使用
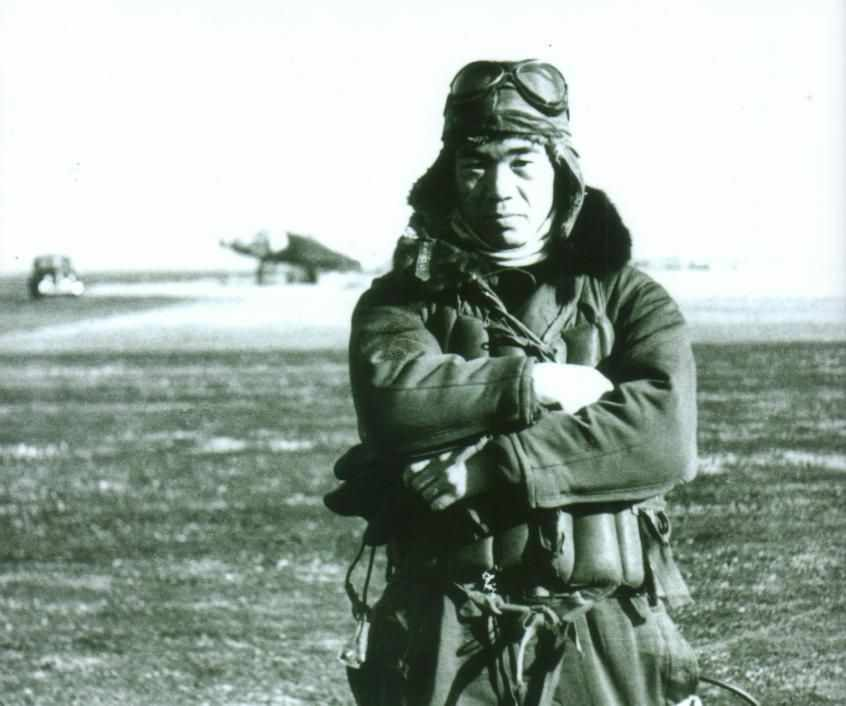
冬用の昭和九年式航空衣袴（坂井三郎）。陸軍考案の新型航空眼鏡を使用
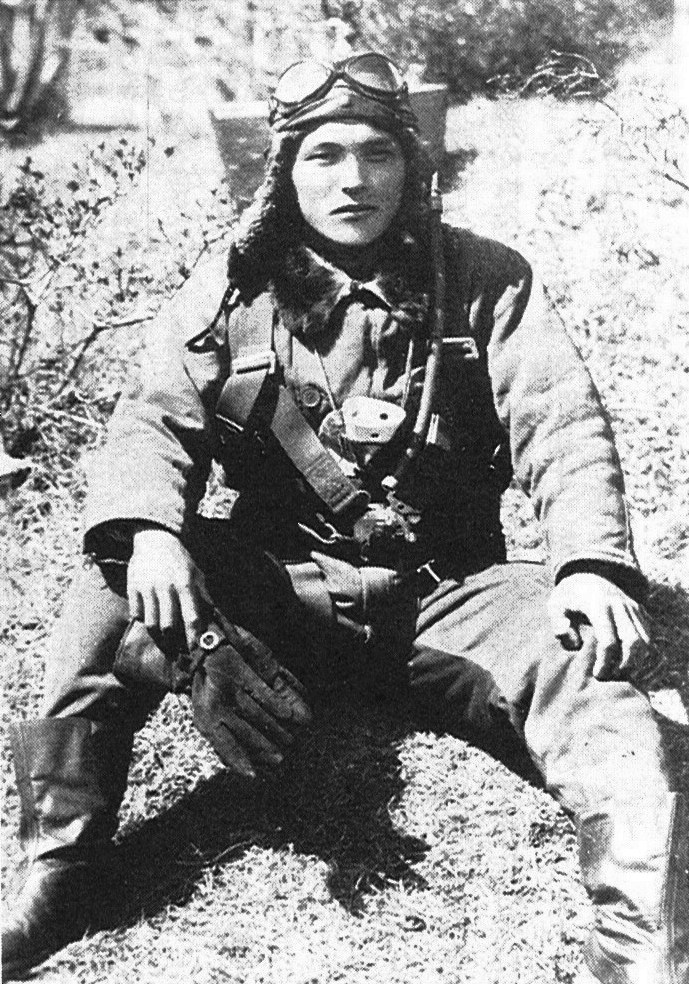
冬用の昭和九年式航空衣袴（宮崎勇）
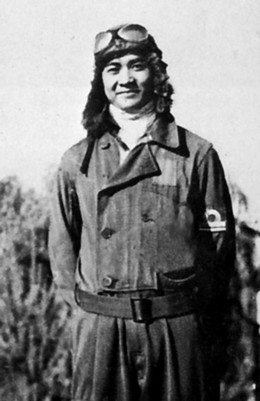
冬用の昭和九年式または十七年式航空衣袴（鴛淵孝）
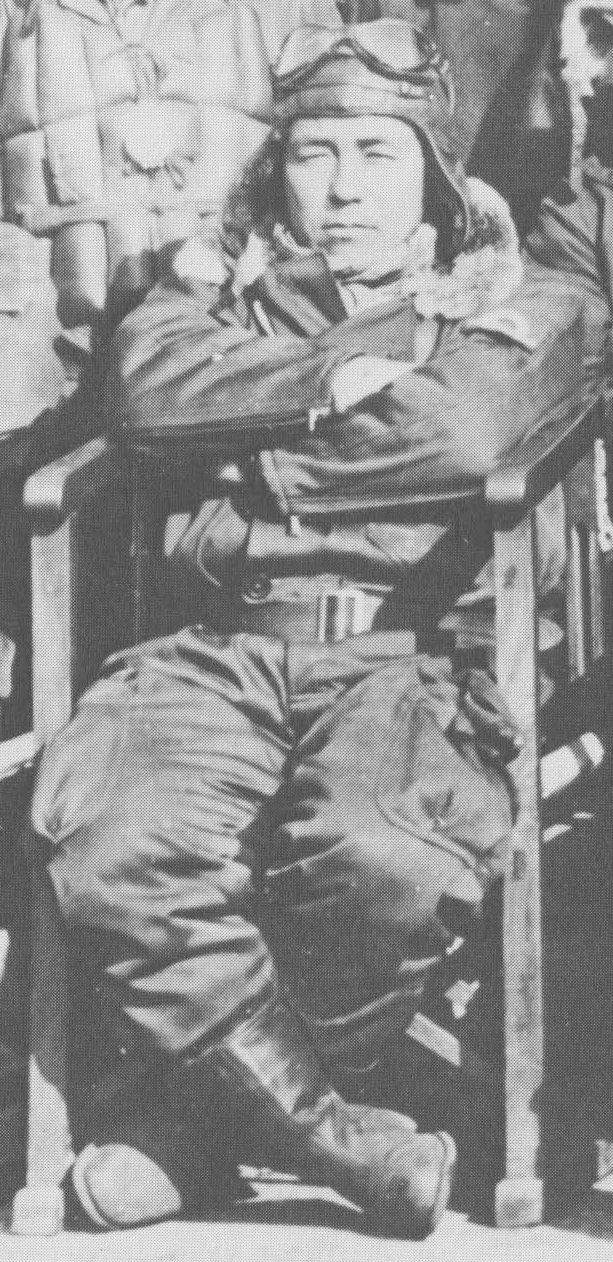
冬用の昭和十七年式航空衣袴（赤松貞明）
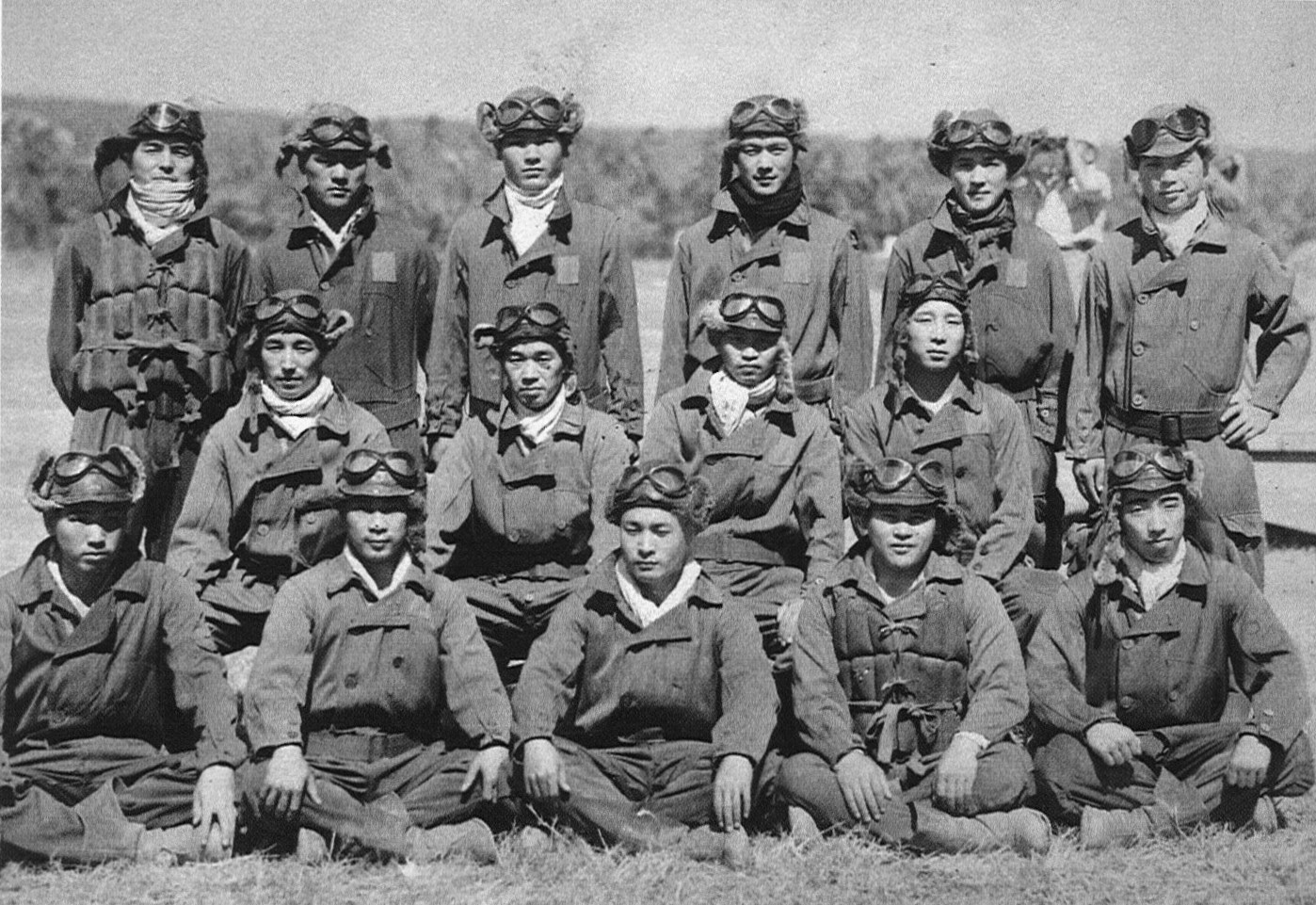
夏用の昭和十七年式航空衣袴。袖は釦式